# Gran Premio di Formula 1

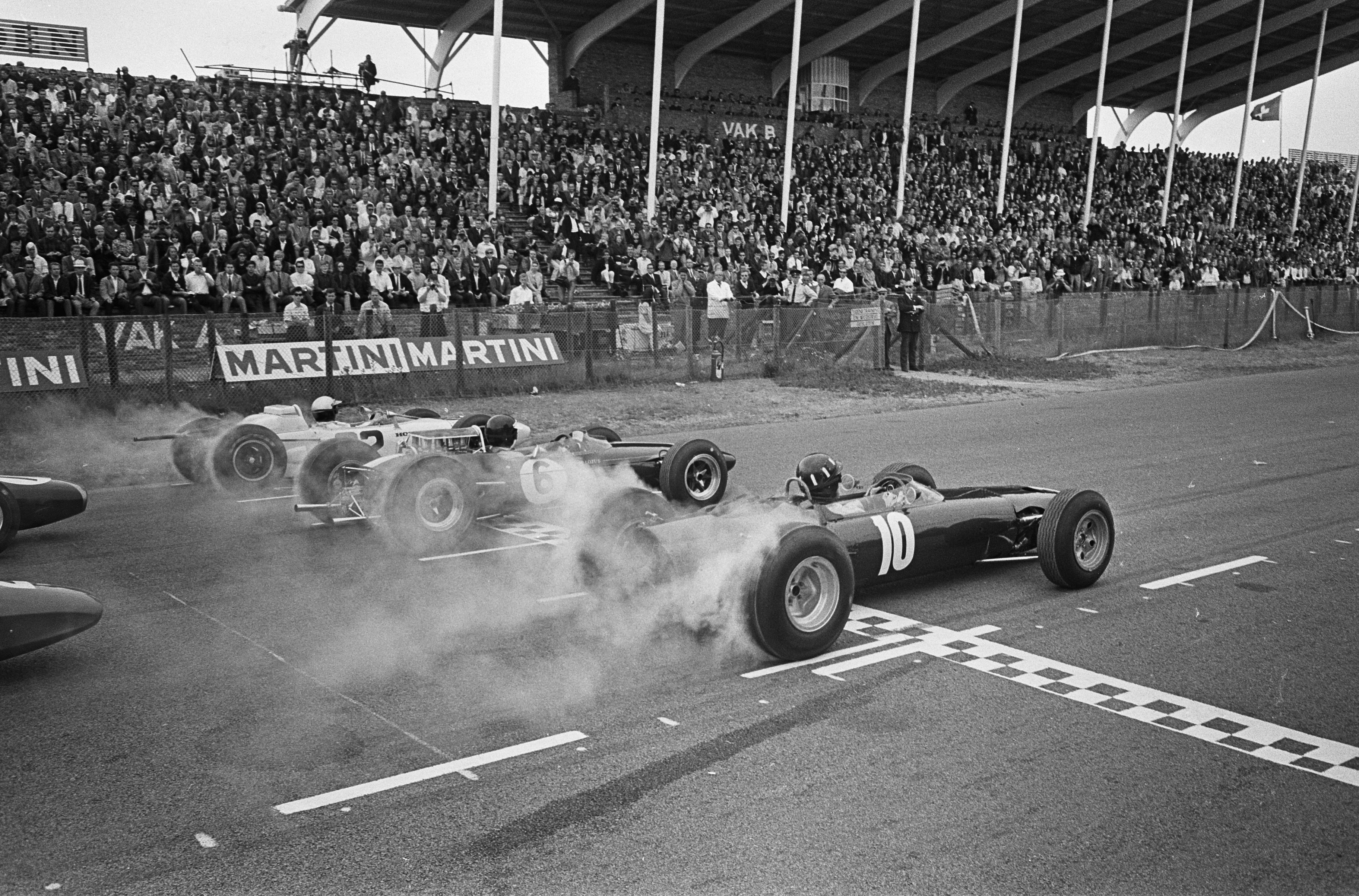
Lo scatto delle vetture in prima fila, alla partenza del Gran Premio d'Olanda 1965

Il Gran Premio è una corsa automobilistica di vetture di Formula 1 valido per il Campionato mondiale di Formula 1.
Occupa lo spazio di tre giorni, normalmente venerdì, sabato e domenica, ed è preceduto da una conferenza stampa che si tiene il giovedì. In un weekend di gara tradizionale, il venerdì vengono svolte due sessioni di prove libere, il sabato si tengono una terza sessione prove e le qualifiche per decidere le posizioni della griglia di partenza e infine la domenica si corre la gara. Lo schema, comune anche nelle gare di altre serie gestite dalla FIA, è studiato a favore del pubblico televisivo e di quello fisicamente presente nel circuito.

## La conferenza stampa
Fino al 2021, il weekend di gara aveva una durata di quattro giorni, in quanto la giornata del giovedì era considerata parte del Gran Premio ed era dedicata alla conferenza stampa, alla quale prendevano parte alcuni piloti. L'unica eccezione era rappresentata dal Gran Premio di Monaco, il quale prevedeva una diversa articolazione del fine settimana, con la conferenza stampa che aveva luogo il mercoledì.

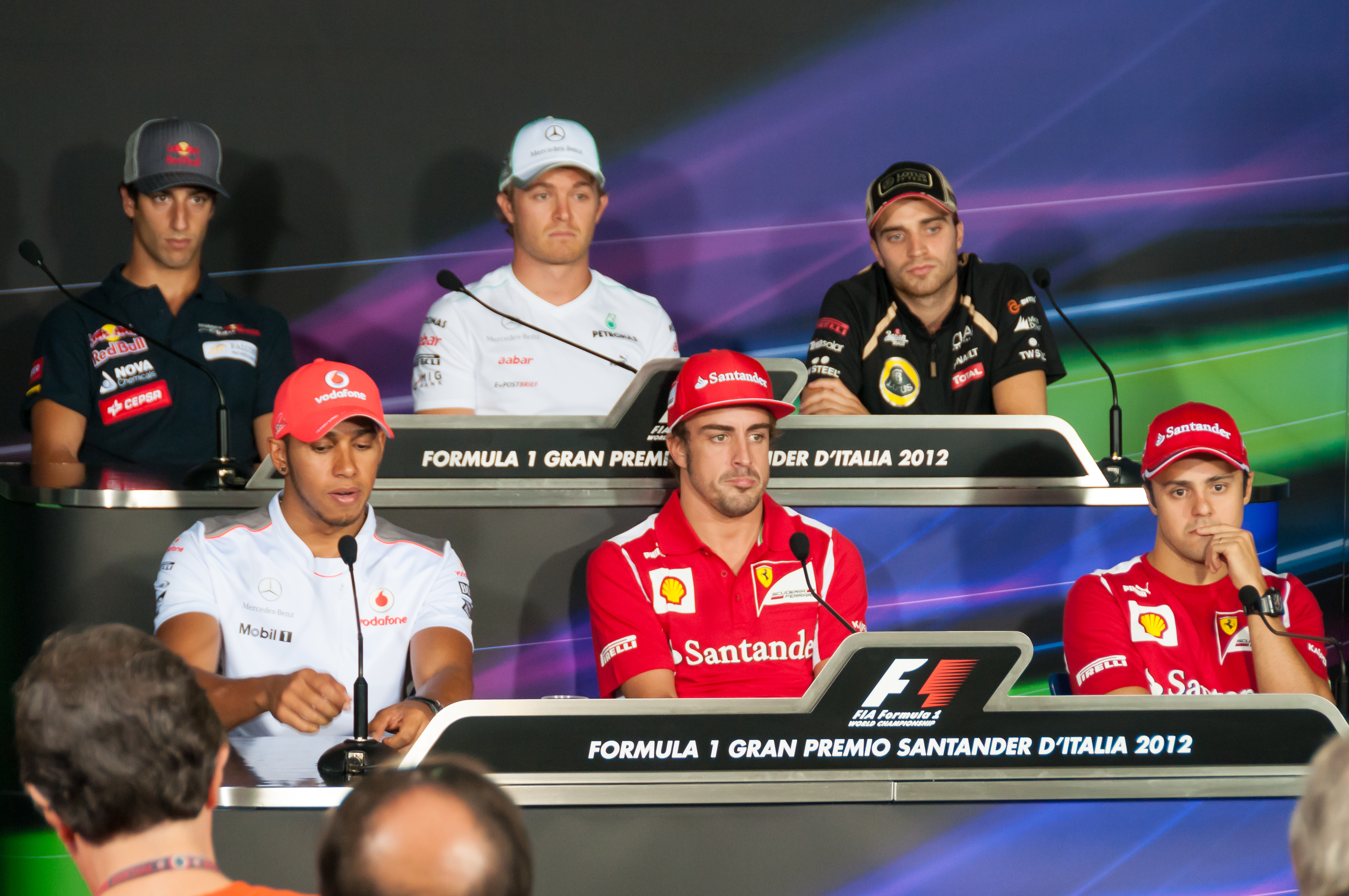
Alcuni piloti di Formula 1 alla conferenza stampa del giovedì precedente il Gran Premio d'Italia 2012

Per la stagione 2022 era stata inizialmente adottata la formula del weekend di gara corto, della durata di tre giorni, con la conferenza stampa dei piloti programmata il venerdì mattina. Successivamente, a partire dal Gran Premio di Gran Bretagna dello stesso anno, l'appuntamento con la stampa è stato spostato nuovamente al giovedì; nonostante ciò, la durata ufficiale del Gran Premio è rimasta limitata agli ultimi tre giorni e quindi la conferenza stampa del giovedì non viene più considerata parte dell'evento.

## Prove libere
Le prove libere hanno lo scopo di consentire ai piloti di conoscere il circuito, valutare gli aggiornamenti tecnici portati dalla squadra, sperimentare gli assetti e permettere ai team di raccogliere informazioni e dati sul comportamento delle vetture.
Per poter correre nella gara, i piloti sono obbligati a prendere parte ad almeno una sessione di prove.
Eventuali infrazioni commesse dai piloti durante le sessioni di prove possono tradursi in penalità da scontare nella griglia di partenza della gara, o altre penalità determinate dai commissari sportivi della Federazione, in base alla gravità della scorrettezza.

### Venerdì
Il venerdì si svolgono due sessioni di prove libere, che dal 2022 si tengono entrambe di pomeriggio, in due orari differenti, mentre fino al 2021 la prima si disputava nella mattinata e la seconda nel pomeriggio. La durata di queste sessioni è variata nel corso degli anni: fino al 2006 entrambe duravano 60 minuti, dal 2007 al 2020 erano da 90 minuti ciascuna e infine dal 2021 entrambe sono state ridotte nuovamente a 60 minuti. Soltanto nella stagione 2003, la seconda sessione di prove del venerdì fu sostituita da una sessione di qualifica a giro secco, che serviva per determinare le posizioni di partenza per la qualifica del sabato.
Dal 2004 al 2006, i team meno competitivi del lotto – ovvero quelli classificati oltre il quarto posto nel Campionato Costruttori precedente – potevano schierare un terzo pilota in tali sessioni. Dal 2007 ciò non è più possibile, in quanto un terzo pilota può partecipare alla prima o alla seconda sessione del venerdì soltanto in sostituzione di un pilota titolare, che poi prenderà parte alla gara.
Nel Gran Premio di Monaco, fino all'edizione del 2021, le prime due sessioni di libere si svolgevano il giovedì, lasciando quindi il venerdì libero da attività in pista.

### Sabato
Il sabato viene disputata la terza e ultima sessione di prove libere, solitamente circa tre ore prima delle qualifiche.
Fino al 2005, al sabato mattina venivano disputate due sessioni di prove libere, ciascuna della durata di 45 minuti. Dal 2006, si disputa una sola sessione che occupa 60 minuti.

## Qualifica
La sessione di qualifica, conosciuta anche come sessione di prove ufficiali, viene disputata generalmente nel pomeriggio del sabato (tranne che per i Gran Premi in orario notturno) e stabilisce le posizioni della griglia di partenza della gara.

### Il numero di vetture
Dalla stagione 2010 il numero massimo di vetture partecipanti è 26, in aumento di due unità rispetto al passato. Storicamente la quantità di concorrenti eccedeva – spesso anche largamente – il limite attuale, pur variando in base alla pista: ad esempio, per molti anni, al circuito di Monte Carlo prendevano posto solo 20 macchine per la ristrettezza del tracciato.

### L'epoca delle prequalifiche
A partire dal 1950 sino all'inizio degli anni '90 ogni scuderia doveva partecipare alla doppia sessione di qualifiche svoltasi il venerdì e sabato pomeriggio; le vetture che ottenevano i tempi peggiori erano escluse dalla corsa, statistica indicata con la sigla DNQ («did not qualify», ovvero «non qualificato»).
A seconda delle epoche il numero massimo dei partecipanti ammessi alla corsa variava, nei primi anni anche di gara in gara; negli anni '70 il limite fu fissato a 24 mentre dal 1982 al 1996 fu portato a 26; dal 1996 fino al 2009 il limite scese nuovamente a 24 in quanto anche il limite massimo di team iscritti era fissato a 12 (e di conseguenza un massimo di 24 piloti).
Nel periodo tra il 1988 e il 1992 si ebbe un notevole aumento di team e piloti iscritti, fino a toccare un massimo di 39 monoposto di 20 squadre diverse nella stagione 1989: per ridurre i rischi anche durante le prove ufficiali, si decise che a queste ultime potessero partecipare al massimo 30 piloti e fu così introdotta la pre-qualifica del venerdì, una sessione di mezz'ora da disputarsi prima della prima sessione di prove ufficiali (solo nel caso che i partecipanti superassero le 30 unità).
Le pre-qualifiche avevano lo scopo di effettuare una prima "scrematura" dei piloti più lenti e per questo motivo ne erano dispensati i 26 concorrenti dei team migliori; tra le vetture impegnate invece in questo round, le quattro più veloci erano ammesse alle due sessioni di qualifiche ufficiali, in cui 30 piloti si contendevano i 26 posti disponibili. Le automobili escluse nella pre-qualifica erano indicate dalla sigla DNPQ («did not pre-qualify», cioè «non pre-qualificato»).
Per stabilire chi dovesse partecipare alle pre-qualifiche si faceva riferimento alla classifica costruttori: nelle prime otto gare della stagione dovevano effettuare le pre-qualifiche solo i piloti dei team che l'anno precedente si erano piazzati oltre il 13º posto e i piloti delle squadre esordienti (considerate le ultime); nelle successive otto gare invece si considerava la classifica costruttori della stagione in corso, e a questo round dovevano prendere parte i team che dopo la prima metà di stagione si trovavano oltre il 13º posto (o anche il 14°, qualora tra i primi team ve ne fossero almeno due che impiegavano una sola monoposto).
Il primo pilota a non superare lo scoglio delle pre-qualifiche fu Alex Caffi con la Scuderia Italia nel Gran Premio del Brasile 1988; nelle tre stagioni successive, (in cui i team iscritti furono rispettivamente 20, 19 e 18), diversi concorrenti rimasero esclusi dalle prove ufficiali nella maggior parte delle gare a causa della scarsa competitività delle loro vetture: nel 1989 i piloti Gregor Foitek, Enrico Bertaggia, Oscar Larrauri e Aguri Suzuki non riuscirono addirittura a superare questa sessione in nessuno dei GP a cui presero parte; in particolare Suzuki stabilì il primato di 16 mancate prequalificazioni su 16 Gran Premi.
Nel 1990 poi la stessa sorte toccò alla scuderia Life la cui unica monoposto (guidata Gary Brabham prima e da Bruno Giacomelli poi) rimase tagliata fuori dalle qualifiche ufficiali in tutti gli appuntamenti a cui prese parte prima di ritirarsi; destino analogo anche per il pilota Claudio Langes della scuderia EuroBrun e, nel 1991, per l'unica vettura del team Coloni di quell'anno (guidata prima da Pedro Chaves e poi da Naoki Hattori).
Nella stagione 1992, a cui si iscrissero 16 team e 32 piloti, le "vittime" più frequenti delle pre-qualifiche furono i piloti della Andrea Moda; tuttavia, come accaduto anche nel 1990 e nel 1991, alcuni team si ritirarono anticipatamente dal campionato per problemi economici, riducendo il numero dei partecipanti sotto le 30 unità e rendendo pertanto non più necessario questo round eliminatorio per le ultime gare; dall'anno successivo però non venne mai più raggiunto il limite di 30 vetture iscritte e le pre-qualifiche non sarebbero state mai più impiegate: così nel Gran Premio di Ungheria del 1992 questo round si disputò per l'ultima volta, vedendo l'esclusione l'inglese Perry McCarthy, sempre su Andrea Moda.

### La regola del 107% (1996-2002 e 2011-presente)
Quando il numero delle vetture iscritte al campionato scese, la situazione divenne un po' più stabile e non fu più necessario escludere dalla gara un numero significativo di vetture lente. Dalla stagione 1993 venne fissato un limite al numero di giri (dodici, inclusi il giro di lancio e quello di rientro nella pit lane) che una vettura doveva compiere durante la sessione di qualifiche ufficiali per ottenere il miglior tempo e non furono più necessarie le pre-qualifiche: nella prima parte della stagione 1993, nonostante vi fossero solo 13 team e 26 piloti partecipanti, si decise tuttavia di mantenere una forma di qualifica a eliminazione e di ammettere alla corsa solo 25 dei 26 partecipanti, escludendo l'ultimo qualificato, mentre nel 1994, quando i team risalirono per l'ultima volta a 14 (con 28 piloti) si tornò a escludere gli ultimi due qualificati, cosa che nel 1995 scomparve del tutto, in quanto i team erano scesi nuovamente a 13.
L'ultima gara in cui furono necessarie le qualifiche a eliminazione fu pertanto il Gran Premio d'Australia 1994, ultimo appuntamento della stagione, in cui furono tagliate fuori dalla corsa le due Pacific-Ilmor di Paul Belmondo e Bertrand Gachot.
Nel 1996 oltre a limitare a 12 le squadre ammesse al campionato, venne introdotta la Regola del 107% della Pole, per prevenire la poca competitività di quei team dimostratisi poco performanti durante l'arco del campionato. Se una vettura andava oltre al 107% del tempo ottenuto dalla macchina in pole position, sottostante anche alla decisione discrezionale dei commissari, tale vettura non prendeva parte alla gara. Fin dalla prima gara dell'anno a Melbourne questa regola iniziò a mietere vittime, in particolare Luca Badoer e Andrea Montermini, piloti del team Forti Corse (poi ritiratosi a metà stagione), e in seguito il nuovo pilota della Minardi Giovanni Lavaggi.
Nel Gran Premio d'Australia 1997 fu la volta delle due MasterCard Lola di Vincenzo Sospiri e Ricardo Rosset; proprio quest'ultimo poi non riuscì a qualificarsi in ben 5 dei 16 GP della stagione successiva.
Per rivedere una monoposto non qualificata, si dovrà attendere il Gran Premio di Gran Bretagna 2001 in cui a essere escluso fu il brasiliano della Minardi Tarso Marques. In quella stessa stagione, in Belgio ben 4 monoposto non rientrarono nel 107% della Pole, ovvero le due Minardi di Tarso Marques e Fernando Alonso, e le due Arrows di Jos Verstappen ed Enrique Bernoldi, che tuttavia vennero ugualmente ammesse alla corsa in quanto le qualifiche si erano disputate in condizioni meteo sfavorevoli. Nella stagione 2002 gli episodi di non-qualificazione furono più frequenti: il pilota della Minardi Alex Yoong per ben 3 volte non riuscì a rientrare nel limite del 107% (a Imola, a Silverstone e a Hockenheim), mentre in Francia fu la volta delle due Arrows di Heinz-Harald Frentzen ed Enrique Bernoldi.
Alla fine del 2002, quando le scuderie iscritte al campionato scesero a 10 (con solo 20 piloti partecipanti alle gare) e con l'introduzione di un nuovo formato di qualifiche basato su un tentativo unico nel 2003, questa regola fu eliminata.
Nel 2011, si decise di tornare nuovamente al 107%, limitandone però l'applicazione solo alla prima sessione (Q1) del sistema di qualifiche usato dal 2006: i piloti devono ottenere nella Q1 un tempo entro il 107% di quello più veloce fatto registrare in questa manche. La regola fu reintrodotta a causa dei problemi riscontrati l'anno precedente, in cui le monoposto erano risalite a 24 e in particolare quelle delle nuove squadre si erano rivelate troppo lente sia nelle qualifiche che nella gara, causando disguidi a vetture più veloci nei Gran Premi. La prima vittima fu la HRT, con entrambi i piloti tagliati fuori dal Gran Premio d'Australia, primo evento dell'anno. Anche nella stagione successiva l'HRT dovette saltare Melbourne per la stessa regola.
Nel Gran Premio d'Ungheria 2016, a causa delle mutevoli condizioni meteorologiche, ben 11 vetture non riuscirono a far segnare nella Q1 un tempo entro il 107% (in quel caso tutti i piloti furono comunque ammessi alla gara e i migliori cinque poterono partecipare anche alla Q2). Per evitare il ripetersi di questa situazione, nel 2017 è stato chiarito che la regola ha efficacia solo per quei piloti che vengono eliminati al termine della Q1 e infine nel 2018 è stato stabilito che, nel caso in cui la pista venisse dichiarata bagnata dal direttore di gara durante le qualifiche, la regola non verrà applicata.

### Il "giro secco" (2003-2005)
Nella stagione 2003, nel tentativo di ridestare l'interesse del pubblico, il formato delle qualifiche viene radicalmente stravolto e suddiviso in due sessioni: il venerdì con un solo giro secco per ogni pilota, con ordine di uscita in pista basato sulla classifica del campionato (dal primo all'ultimo classificato), a serbatoio scarico, e il sabato con un altro giro secco, basato sulle posizioni ottenute il giorno precedente invertite (quindi dal più lento al più veloce della prima sessione), con carico della prima frazione di gara, tutto in un'ora sola.
Nella stagione 2004 la regola venne mantenuta, ma concentrata in un solo giorno, il sabato, alle ore 13:00 la prima sessione e alle 14:00 la seconda (nelle prime due gare stagionali la prima sessione iniziava alle 14:00 e la seconda subito dopo il termine della prima), e con le posizioni di uscita della prima sessione ora determinate dall'ordine d'arrivo della gara precedente (dal primo all'ultimo classificato).
Nella stagione 2005, invece, si mantennero le due sessioni a giro secco di un'ora, ma furono nuovamente suddivise in due giorni: una al sabato pomeriggio in assetto da qualifica a serbatoi scarichi (con le posizioni di uscita basate sull'ordine d'arrivo della gara precedente invertito) e l'altra, per la prima volta nella storia, alla domenica, in assetto gara col serbatoio pieno, alle ore 10:00 (4 ore prima dall'inizio della gara). A differenza dei due anni precedenti, la composizione della griglia veniva fatta per somma di tempi, decisione che scontentò notevolmente pubblico e piloti, contribuendo, secondo molti osservatori, ad affossare lo spettacolo e l'interesse.
La FIA, nel tentativo di porvi rimedio, rientrò precipitosamente nei ranghi a partire dal Gran Premio d'Europa 2005, settima prova del mondiale, stabilendo un unico turno di prove al sabato, con giro secco, ma in assetto da corsa e con carico della prima frazione della gara; l'ordine di entrata in pista era quello d'arrivo della gara precedente invertito. Per la stagione 2006 il giro secco venne accantonato definitivamente e s'istituì il sistema del knock-out tuttora vigente.

### Knock-out(2006-2015 e Gran Premio di Cina 2016-presente)
Il sistema knock-out consiste in tre fasi, chiamate Q1, Q2 e Q3, che dal 2014 hanno una durata di 18, 15 e 12 minuti (in passato la durata delle tre sessioni era leggermente diversa: al debutto nel 2006 la Q1 e la Q2 erano da 15 minuti ciascuno e la Q3 da 20; successivamente, a partire dal Gran Premio di Francia 2006, anche la Q3 venne ridotta a 15 minuti; dal 2008 al 2013 le tre fasi duravano rispettivamente 20, 15 e 10 minuti). Inizialmente la prima e la seconda sessione venivano fermate immediatamente allo scadere del tempo: se le macchine erano impegnate in un giro lanciato alla scadenza dell'ultimo minuto della Q1 e della Q2, quel giro non veniva considerato valido; se ciò accadeva al termine della Q3, il tempo che veniva fatto segnare era valido. Dal Gran Premio di Francia 2006, la modalità di qualifica fu alterata, permettendo a qualsiasi macchina impegnata in un giro veloce durante l'esposizione della bandiera a scacchi, al termine di tutte e tre le sessioni, di completare il giro e rendere valido il tempo ottenuto.
All'ultima fase (Q3) partecipano le 10 vetture migliori, mentre le restanti escono al termine delle prime due fasi: la prima metà viene eliminata nella Q1 e la seconda metà nella Q2. Prendendo come esempio una situazione a 20 vetture, nella prima fase tutte le vetture entrano in pista contemporaneamente per una sessione di qualifiche di 18 minuti. Conta soltanto il tempo più veloce, indipendentemente dal numero dei giri che compiono i vari piloti. Le cinque macchine più lente non prendono parte alla seconda fase e vengono piazzate sulla griglia di partenza nelle ultime cinque posizioni (dalla 16 alla 20) in base ai tempi ottenuti, che vengono resettati e non valgono nella seconda fase. Nella seconda fase 15 vetture entrano in pista contemporaneamente per un'altra sessione, di 15 minuti. Alla fine le ultime cinque auto vengono eliminate dalla terza fase e classificate in griglia dalla posizione 11 alla 15 in base al tempo ottenuto.
I tempi ottenuti dalle dieci vetture rimaste vengono resettati e non valgono nella terza e ultima fase di qualifiche, dove vengono stabilite le posizioni dalla 1 alla 10 in base ai nuovi tempi ottenuti. Il pilota che ottiene il miglior tempo in quest'ultima sessione ottiene la cosiddetta Pole position.
Nelle stagioni 2006 e 2007 la Q1 e la Q2 venivano svolte a serbatoio scarico e i piloti che venivano eliminati potevano scegliere liberamente la quantità di carburante con cui partire nella gara. I partecipanti alla Q3, invece, dovevano scegliere il carburante da utilizzare nella parte iniziale della gara prima di cominciare l'ultima sessione di qualifiche ed erano obbligati a scendere in pista all'inizio della Q3 con quel quantitativo a bordo; al termine della sessione era concesso il rifornimento della quantità di carburante utilizzata in quella manche, secondo un sistema di "crediti carburante" che assegnava kg di carburante in base al numero di giri percorsi (venivano conteggiati solo i giri completati entro il 110% del tempo migliore del pilota; nel caso dei giri iniziati dalla pit lane che prevedevano un rientro immediato alla stessa era consentito non più del 120%).
Nelle stagioni 2008 e 2009 venne mantenuto lo stesso formato, ma ai piloti qualificati per la Q3 non era più consentito effettuare rifornimento al termine dell'ultima sessione e perciò essi dovevano iniziare la gara con la quantità di carburante rimasta nel serbatoio dopo la conclusione delle qualifiche. Con questa modifica, fu eliminata la poco apprezzata parte iniziale della vecchia Q3, nella quale i piloti giravano in pista nei primi minuti con il solo scopo di consumare carburante e scaricare la vettura e quindi senza cercare la prestazione sul giro.
A partire dal 2010, con l'abolizione del rifornimento di carburante in gara, tutte e tre le sessioni (Q1, Q2 e Q3) vengono svolte a serbatoio scarico.
Nelle stagioni 2021 e 2022, nei Gran Premi in cui era programmata la Sprint, tutte e tre le fasi della qualifica dovevano essere disputate utilizzando esclusivamente le gomme morbide.
Nella stagione 2023, nei Gran Premi d'Ungheria e d'Italia è stata sperimentata un'allocazione alternativa degli pneumatici d'asciutto, chiamata ATA (Alternative Tyre Allocation), che prevedeva l'obbligo di utilizzare le gomme dure in Q1, le medie in Q2 e le morbide in Q3, se le qualifiche venivano disputate in condizioni asciutte. Questo esperimento è stato però interrotto al termine di quella stessa stagione e non più ripetuto nel 2024.

#### Sedia rovente (Gran Premi d'Australia e del Bahrein 2016)
Nei primi due Gran Premi del 2016 in Australia e in Bahrein è stata introdotta una variante del sistema knock-out chiamata sedia rovente, la quale, pur mantenendo la suddivisione della qualifica in tre fasi (Q1, Q2 e Q3), prevedeva alcune differenze, a cominciare dalla durata delle sessioni, rispettivamente di 16, 15 e 14 minuti, e dal numero di piloti che partecipavano a ciascuna fase, ovvero 22, 15 e 8. Erano quindi previste sette eliminazioni sia nella Q1 che nella Q2, ma a differenza del sistema classico esse non avvenivano al termine della sessione, ma progressivamente: dopo i primi minuti in cui tutti potevano girare liberamente (7 minuti nella Q1 e 6 nella Q2) il pilota col tempo peggiore veniva escluso e così a seguire ogni 90 secondi fino alla fine della sessione. Alla Q3 partecipavano solo 8 macchine e anche in questa fase c'era un sistema di eliminazioni che funzionava analogamente a quello delle prime due, ovvero dopo 5 minuti veniva escluso il pilota più lento e i successivi ogni 90 secondi, fino agli ultimi 90 secondi della sessione in cui rimanevano in pista solo i due piloti più veloci a giocarsi la pole position. Alle vetture eliminate progressivamente durante i tre round quindi non era consentito migliorarsi e nemmeno completare il giro in corso durante la scadenza del tempo, a eccezione dell'ultimo pilota che veniva eliminato in ciascuna delle tre manches (quindi il 16º classificato in Q1, il 9° Q2 e il 2° in Q3), al quale era invece concessa la possibilità di chiudere il giro durante il quale veniva esposta la bandiera a scacchi.
Questo formato fu subito aspramente criticato da team e piloti, nonché dal pubblico, in particolare per quanto riguarda la Q3 e quindi dopo la seconda gara stagionale si decise di abbandonarlo e tornare al classico a partire dal successivo Gran Premio di Cina.

#### Sprint Shootout /Qualifica Sprint (Gran Premi conSprint2023-presente)
A partire dal 2023, nei Gran Premi in cui è programmata la Sprint al sabato pomeriggio, viene svolta una seconda sessione di qualifiche al sabato mattina, chiamata Sprint Shootout, per determinare la griglia di partenza della gara breve. Il format utilizzato è uguale a quello della qualifica tradizionale, ovvero tre sessioni ad eliminazione (SQ1, SQ2 e SQ3), ma con durata ridotta a 12,10 e 8 minuti e obbligo di utilizzare un solo set gomme per ogni sessione e con la mescola prestabilita: medie in SQ1 e SQ2 e morbide in SQ3.
Nella stagione 2024 il formato del weekend Sprint è stato modificato e ciò ha comportato lo spostamento di questa sessione al venerdì pomeriggio. Il nome della sessione viene cambiato in Qualifica Sprint (Sprint Qualifying), pur continuando ad essere chiamata anche Sprint Shootout o Qualifica Shootout.

### Parco chiuso
Nel 2003, oltre all'introduzione del giro secco in qualifica, venne istituito anche il "parco chiuso". Lo scopo della regola del parco chiuso è permettere alla FIA di verificare la conformità delle vetture al regolamento e vietare alle squadre di modificare le macchine tra la qualifica e la gara.
Il parco chiuso (chiamato anche con il termine in francese parc fermé) è una particolare zona della pit lane, prescelta dalla FIA, dove tutte le vetture devono essere portate dopo il termine delle qualifiche e da quel momento nessuno può più lavorare sulla macchina fino alla mattina successiva, quando verrà rilasciata per correre la gara.
Il "regime di parco chiuso" comprende, oltre a tutto il tempo in cui le macchine si trovano fisicamente nel parco, anche altri periodi in cui le vetture sono rilasciate alle squadre, durante i quali non sono consentite lavorazioni significative e modifiche alle sospensioni. In regime di parco chiuso sono ammesse solo piccole lavorazioni e manutenzioni di routine (ad esempio: la sostituzione di componenti minori quali candele, freni, mozzi, ecc., il cambio degli pneumatici, l'aggiunta e lo spurgo di fluidi - compreso il carburante -, riparazioni alla carrozzeria, cambiamenti per migliorare il comfort del pilota, il controllo e la sostituzione delle componenti elettroniche installate e l'accensione del motore); se la macchina ha subito dei danni a seguito di un incidente in pista, può essere riparata. Se le scuderie decidono di violare queste restrizioni, la vettura interessata inizierà la gara dalla pit lane.
Nel 2003 e nel 2004, dopo che le vetture avevano completato il loro giro secco nella prima sessione di qualifiche, venivano portate nel parco chiuso per essere pesate e controllate dalla FIA, per poi essere rilasciate alle squadre. Successivamente, dal momento in cui le macchine scendevano in pista all'inizio della seconda sessione di qualifiche, esse entravano in regime di parco chiuso, rimanendoci fino alla partenza della gara. Dopo aver completato le seconde qualifiche, le vetture venivano di nuovo condotte nel parco chiuso per essere sottoposte alle operazioni di peso e ai controlli, prima di essere restituite temporaneamente ai team. Le squadre dovevano poi riportare nuovamente le macchine nel parco chiuso entro tre ore e mezzo dalla conclusione delle qualifiche, dove sarebbero rimaste fino alla mattina successiva. In regime di parco chiuso non era consentito aggiungere o rimuovere carburante e le vetture dovevano iniziare la gara con le stesse gomme utilizzate nella seconda qualifica (eccetto in caso di mutamento delle condizioni meteorologiche).
Nel 2005, a seguito della modifica al formato delle qualifiche, le macchine entravano in regime di parco chiuso già dall'inizio della prima sessione, per rimanerci come di consueto fino alla partenza della gara. Il rifornimento di carburante era consentito esclusivamente dopo la prima qualifica e le vetture dovevano disputare entrambe le qualifiche e la gara con lo stesso set di gomme (eccetto in caso di cambiamento delle condizioni meteorologiche). Con l'abolizione della seconda qualifica, a partire dalla settima gara, il regime di parco chiuso cominciava all'inizio dell'unica sessione che si disputava. Il carburante non poteva più essere aggiunto o rimosso dopo la qualifica.
Dal 2006, con l'abolizione del giro secco in qualifica e l'istituzione del knock-out, le macchine entrano in regime di parco chiuso dal momento in cui scendono in pista nella Q1, mentre quelle che non riescono a partecipare alle qualifiche, dal 2008, sono considerate in regime di parco chiuso a partire dalla conclusione della Q1. Vengono eliminate le restrizioni riguardanti il carburante e le gomme.
A partire dal 2010, dal momento in cui le vetture entrano in regime di parco chiuso, esse cominciano ad essere monitorate da dalle telecamere ad alta risoluzione installate in ogni box e dopo le qualifiche non vengono più portate nel parco chiuso della FIA, ma, entro tre ore e mezzo, devono essere coperte e sigillate dentro il box di ciascuna squadra, rimanendo sorvegliate dalle telecamere. I sigilli e le coperture possono essere rimossi cinque ore prima dell'inizio del giro di formazione della gara, ma le macchine rimangono comunque in regime di parco chiuso fino alla partenza della gara.
Dal 2022 le macchine devono essere coperte e sigillate entro due ore dal termine delle qualifiche.

### Warm-up
Fino al 2002, la domenica mattina, solitamente alle 9:30, si teneva una sessione di mezz'ora di prove libere, denominata warm-up, che serviva per scaldare le vetture, sperimentare gli assetti da gara e segnare i tempi di riscaldamento. Queste venivano anche definite prove libere 4, o anche quinta sessione di prove.
Nella stagione 2003, il warm-up venne trasformato in una breve sessione di riscaldamento di quindici minuti da disputare prima dell'inizio della qualifica del sabato e infine, a partire dal 2004 fu definitivamente eliminato.

## Sprint(2021 - presente)
Nella stagione 2021 vengono introdotte in tre Gran Premi le Qualifiche Sprint (Sprint Qualifying), formato di qualifica in cui tutti i piloti corrono una gara di circa 100 km anziché cercare di ottenere il miglior tempo sul giro. La gara breve non può durare più di 1 ora e la durata massima, comprensiva dei periodi di sospensione, è fissata ad 1 ora e 30 minuti. La Qualifica Sprint si svolge il sabato pomeriggio, al posto delle qualifiche tradizionali, con le stesse modalità del classico gran premio che si corre la domenica, con libertà di scelta delle gomme con cui partire e senza obbligo di effettuare pit stop. Il suo risultato determina la griglia di partenza della gara della domenica, mentre la griglia della Qualifica Sprint è determinata dalle qualifiche svolte il venerdì col classico formato con Q1, Q2 e Q3. Come in tutti gli altri Gran Premi, le macchine entrano in regime di parco chiuso all'inizio della Q1, in questo caso disputata il venerdì, e ci restano fino alla partenza della gara della domenica. Ai primi tre classificati nella Qualifica Sprint vengono anche assegnati punti iridati (3 al primo, 2 al secondo e 1 al terzo) e al vincitore viene riconosciuta a livello statistico la pole position.
Dal 2022 il format viene rinominato Sprint e vengono assegnati punti ai primi otto: 8 punti al primo classificato e a scalare 1 punto all'ottavo. A differenza dell'anno precedente, la pole position viene sempre attribuita al primo classificato nelle qualifiche tradizionali, anche nei Gran Premi in cui è programmata la Sprint.
Nel 2023 la Sprint viene ulteriormente modificata, diventando una gara indipendente da quella della domenica. La sua griglia di partenza è ora determinata da una nuova sessione di qualifiche, denominata Sprint Shootout, svolta il sabato mattina, che sostituisce la seconda sessione di prove libere che era prevista nelle prime due stagioni, mentre la sessione di qualifiche tradizionali continua a svolgersi il venerdì e determina la griglia di partenza della gara della domenica; il risultato della gara breve, quindi, non ha più effetti sulla gara domenicale. A partire da questa stagione il numero di Gran Premi in cui è programmata la Sprint aumenta da tre a sei.
Nella stagione 2024 è stato mantenuto il format del 2023, ma è stato rivisto l'ordine di svolgimento delle varie sessioni, il quale prevede adesso: sessione unica di prove libere il venerdì mattina; Qualifica Sprint (così rinominata la Sprint Shootout da questa stagione) il venerdì pomeriggio; Sprint il sabato mattina; qualifica per la gara il sabato pomeriggio (così da avere la stessa collocazione in tutti i Gran Premi, indipendentemente se è prevista o meno la gara breve); gara la domenica pomeriggio. Un ulteriore cambiamento è l'introduzione di un doppio regime di parco chiuso: le macchine ci entreranno una prima volta all'inizio della Qualifica Sprint, per poi uscirne alla partenza della Sprint; successivamente, le vetture torneranno in regime di parco chiuso all'inizio della qualifica, per restarci, come di consueto, fino alla partenza della gara.

## Gara

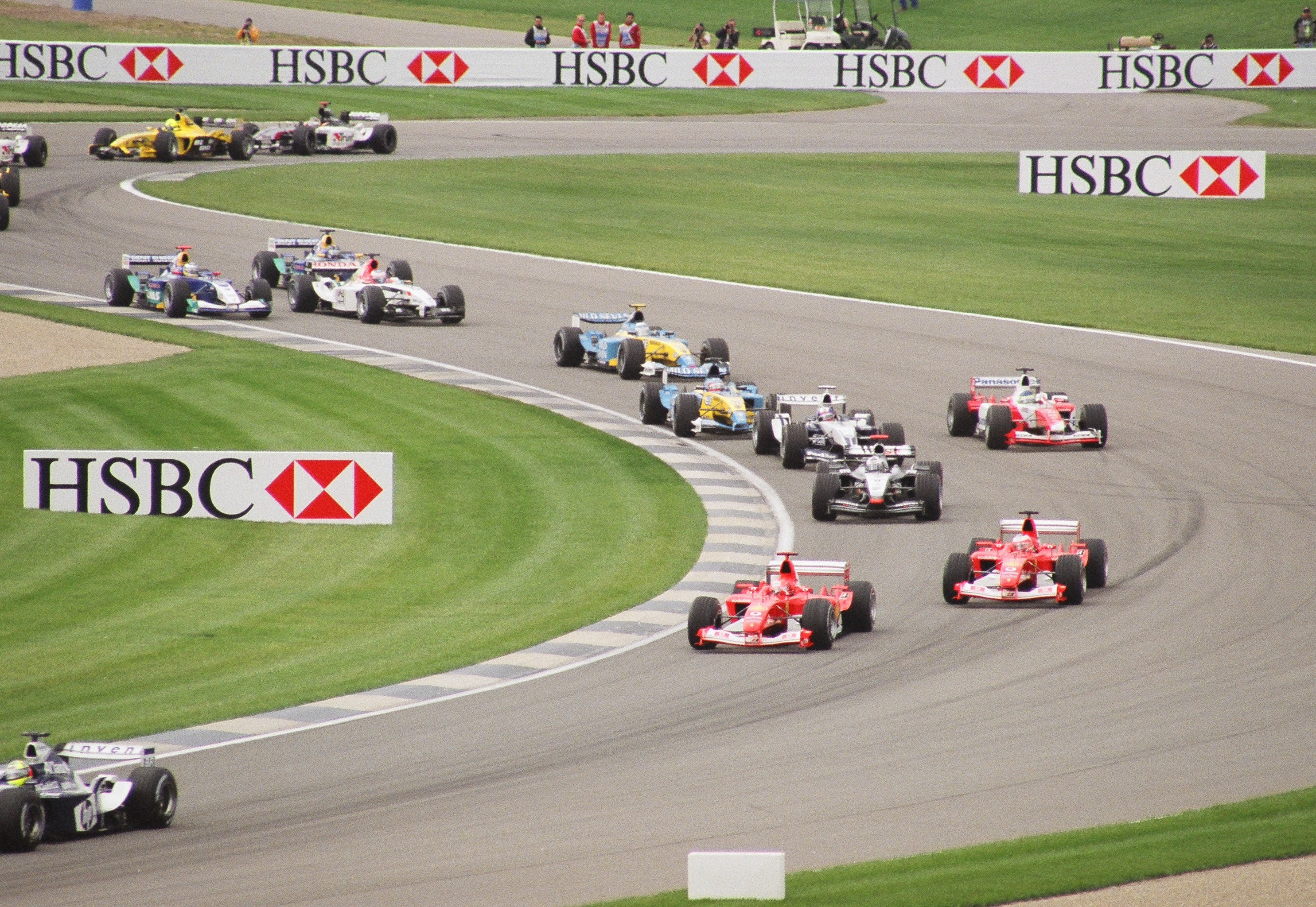
La partenza di un Gran Premio di Formula 1 viene considerato generalmente il momento più affascinante della gara e sotto alcuni aspetti anche il più rischioso

### Orario di partenza
La gara vera e propria di Formula 1 si tiene sempre la domenica pomeriggio, dal 2021 generalmente alle 15:00 ora locale (storicamente l'orario di partenza era fissato alle 14:00, mentre dal 2018 al 2020 alle 15:10). Alcuni Gran Premi vengono disputati di sera, quindi in condizioni notturne, e sono: quello del Bahrein, che dal 2014 si tiene alle 18:00 ora locale; quello d'Arabia Saudita, dal 2022 alle ore 20:00 (in precedenza alle 20:30); quello di Singapore, dal 2008 alle 20:00; quello di Las Vegas, che dal 2023 si corre il sabato alle 22:00; quello del Qatar, dal 2024 alle 19:00 (in precedenza alle 17:00 e poi alle 20:00) e quello di Abu Dhabi, dal 2009 alle 17:00.

### Procedura di partenza
2 ore prima della partenza della gara, tutti i piloti devono prendere parte alla cosiddetta drivers' parade, che consiste in un giro di pista, solitamente a bordo di un bus scoperto, durante il quale essi rilasciano una breve intervista e interagiscono con il pubblico presente nel circuito. Questa attività dura all'incirca 30 minuti.
La pit lane viene aperta 40 minuti prima dell'inizio della gara e tutte le macchine, comprese quelle che devono partire dalla corsia dei box, possono entrare in pista. I piloti hanno a disposizione 10 minuti per uscire e completare almeno un giro di pista (chiamato giro di ricognizione o di schieramento), per poi, a seconda dei casi, andarsi a schierare sulla griglia di partenza, oppure ritornare nella pit lane. Generalmente i piloti effettuano più giri di pista, passando ogni volta attraverso la pit lane.
A 32 minuti dalla partenza della gara, viene dato un ultimo segnale di avvertimento, per avvisare che la pit lane verrà chiusa 2 minuti dopo. La corsia dei box viene quindi chiusa 30 minuti prima dell'avvio della gara. Dopo che l'uscita della pit lane è stata chiusa, qualsiasi macchina che si trova ancora nella corsia, o che non è stata in grado di percorrere nessun giro di ricognizione, dovrà iniziare la gara dalla pit lane; nel caso in cui siano coinvolti più piloti, l'ordine di uscita dalla corsia dei box è determinato dai risultati delle qualifiche; tuttavia, se una macchina raggiunge la fine della pit lane quando mancano meno di 5 minuti alla partenza, essa partirà dietro tutte le altre già presenti nella corsia. Una volta arrivati sulla griglia di partenza al termine dei giri di ricognizione, i piloti devono fermarsi e spegnere il motore. Coloro che partono dalla corsia dei box devono rientrarvi obbligatoriamente dopo che il tempo a disposizione per i giri di ricognizione è scaduto e quindi l'uscita della pit lane è stata chiusa.
A 16 minuti dalla partenza, si tiene la cerimonia di esecuzione dell'inno della nazione che ospita la gara, a cui tutti i piloti sono obbligati a prendere parte posizionandosi uno di fianco all'altro davanti alla griglia di partenza. L'inno è sempre eseguito dal vivo e in alcuni casi viene anche cantato.  

Le luci del semaforo in una gara di Formula 1, così come vengono viste dai telespettatori: le cinque rosse, dopo essersi accese una per una, si spengono tutte insieme per la partenza, mentre le due verdi si accendono per il giro di formazione e le tre luci arancioni sono sempre lampeggianti a flash

L'avvicinamento alla partenza della gara è scandito dalle luci rosse sul semaforo posizionato sopra la griglia di partenza: quando mancano 10 minuti tutte e cinque le luci sono accese; successivamente esse si spengono una alla volta per segnalare che mancano 5 minuti (quattro luci accese), 3 minuti (tre luci), 1 minuto (due luci) e infine 15 secondi (una luce) alla partenza del giro di formazione. Oltre che dalle luci del semaforo, le squadre vengono avvertite del tempo rimanente anche con dei segnali acustici che vengono riprodotti contestualmente.
A 10 minuti dall'inizio della gara (cinque luci), nella griglia di partenza devono rimanere soltanto i piloti, gli ufficiali di gara e i meccanici.
La scuderia tiene riscaldati fino all'ultimo istante possibile gli pneumatici in appositi sostegni (i cosiddetti "treni di gomme") fuori dall'automobile, ma essi devono essere fissati inderogabilmente alla vettura prima del segnale dei 5 minuti alla partenza (quattro luci); nel caso in cui gli pneumatici non siano montati entro questo termine, il pilota sarà penalizzato con uno stop and go da scontare durante la gara.
Dal momento in cui viene dato il segnale dei 3 minuti (tre luci), oltre ai piloti, possono rimanere sulla griglia di partenza un massimo di sedici persone per ogni team.

A 1 minuto dalla partenza (due luci) i motori vengono accesi e a 15 secondi (una luce) tutto il personale deve aver abbandonato la griglia di partenza (può posizionarsi temporaneamente anche ai lati della pista e nello spazio antistante alle tribune) e la fast lane della pit lane. Dopo il segnale dei 15 secondi, il personale della squadra non può più toccare la macchina e l'attrezzatura utilizzata deve essere scollegata dalla vettura; se questo obbligo non viene rispettato da una macchina che parte dalla pit lane, il pilota verrà penalizzato con un drive-through da scontare durante la gara, mentre se l'infrazione è commessa da una vettura che parte dalla griglia, il pilota in questione dovrà iniziare la gara dalla pit lane e, nel caso in cui non lo facesse, verrebbe penalizzato con uno stop and go da scontare durante la corsa.

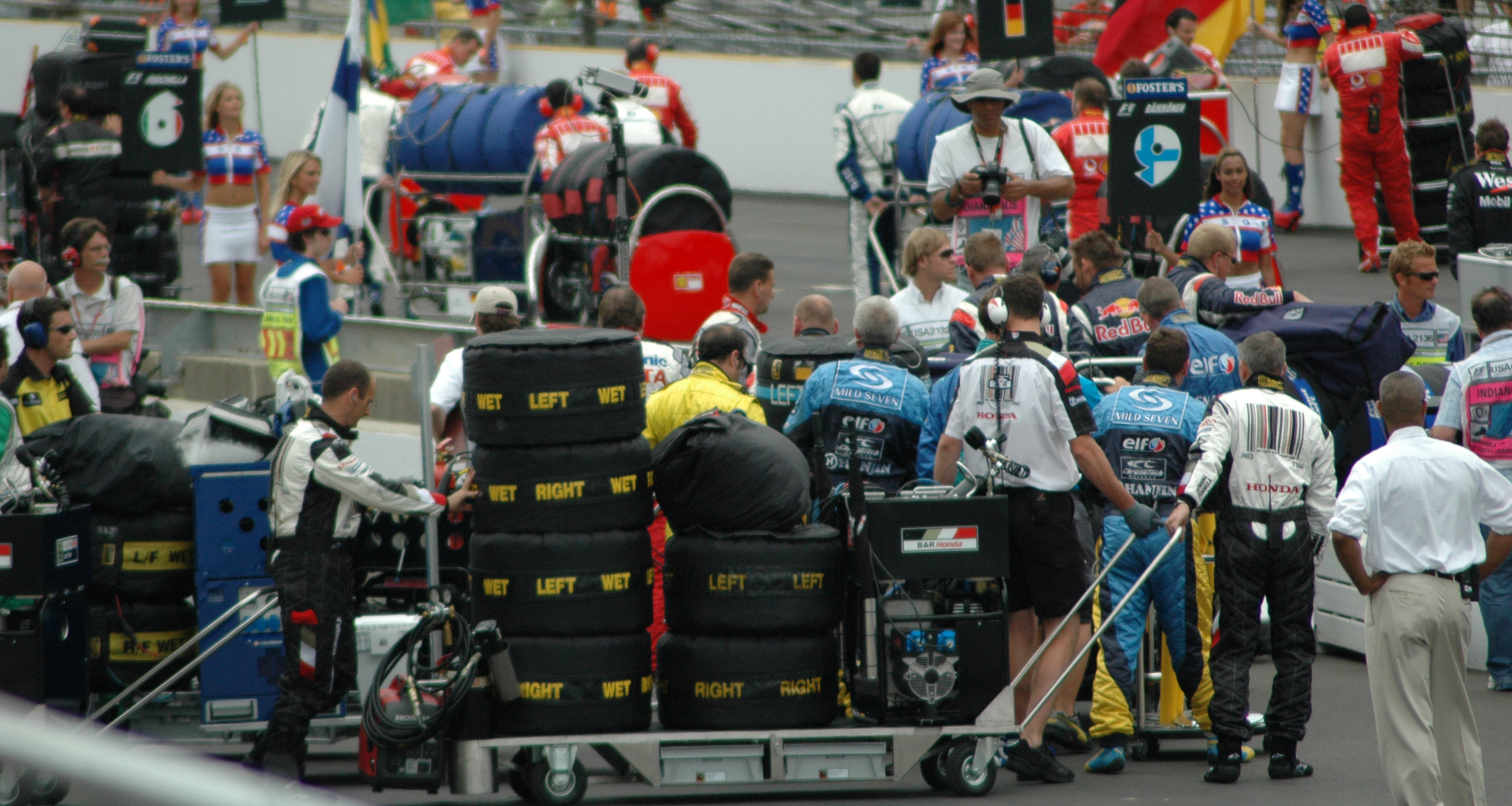
Un treno di gomme posto sui sostegni: si notano le coperture di riscaldamento degli pneumatici, che devono essere fissati sulla vettura almeno cinque minuti prima della partenza

Alla scadenza del tempo, l'ultima luce rossa sul semaforo di partenza si spegne e contemporaneamente si accendono le luci verdi, che significano l'avvio del giro di formazione (chiamato anche giro di riscaldamento o parade lap). I piloti sulla griglia di partenza iniziano il giro, mentre coloro che si trovano nella corsia dei box possono uscire e unirsi al giro di formazione solo dopo che quelli in pista hanno passato la pit lane. Durante questo giro tutte le vetture devono viaggiare a velocità ridotta, tenendo il medesimo ordine e senza sorpassarsi tra loro, cosa che nel motociclismo è invece consentita; le automobili percorrono il giro di pista solitamente zigzagando da una parte all'altra per riscaldare gli pneumatici.
Se all'avvio del giro di formazione un pilota rimane fermo sulla sua posizione nella griglia di partenza e il resto delle macchine lo passa, i commissari di percorso spostano la sua vettura dentro la corsia dei box, dove i meccanici possono provare a riaccendere il motore; nel caso in cui l'operazione riesca, il pilota affronterà la partenza dalla pit lane, uscendo dopo tutti gli altri che devono partire dalla corsia dei box.
Se un pilota si attarda per un qualsiasi motivo durante il giro di formazione e viene superato da altre macchine, egli è autorizzato a sorpassare per ripristinare le posizioni di partenza originali, ma se non riuscisse a farlo prima di arrivare alla linea di ingresso ai box (safety car line 1), sarebbe costretto a rientrare nella pit lane e ad iniziare la gara dalla corsia box.
Al termine del giro di formazione, le vetture che partono dalla pista riformano la griglia di partenza, mentre quelle che devono iniziare la gara dalla pit lane vi rientrano.
La partenza da fermo viene annunciata da cinque segnali di colore rosso, controllati dall'addetto alla partenza. Queste luci s'illuminano una a una, da sinistra a destra (da destra a sinistra per i telespettatori), ad intervalli di un secondo ciascuno, e si spengono simultaneamente quando l'addetto preme il relativo pulsante. La gara inizia nel momento in cui le luci rosse vengono spente. Questo sistema è stato adottato nel 1996 e fino al 2000 le luci del semaforo erano alogene, mentre dal 2001 sono a led. Se una vettura si muove dalla sua casella di partenza da dopo l'accensione della seconda luce rossa (quella dei 4 secondi) a prima dello spegnimento simultaneo di tutte le luci rosse, questa subirà una penalità da scontare durante la gara, di solito cinque secondi. In passato la procedura seguita era diversa: sul semaforo si accendeva prima la luce rossa e poi quella verde dopo un intervallo variabile tra i 4 e i 7 secondi e la gara iniziava quando si illuminava la luce verde.
Quando tutte le vetture in pista hanno passato la pit lane dopo la partenza, il semaforo alla fine della corsia dei box diventa verde e le macchine che devono partire dalla pit lane possono uscire e iniziare la gara.
Se si verificano dei problemi prima dell'avvio del giro di formazione, il direttore di gara può decidere di ritardare la partenza. In questo caso, vengono accese le luci arancioni lampeggianti sul semaforo di partenza e viene mostrato il cartello "DELAYED START"; la procedura di partenza viene ripetuta ricominciando dai 10 minuti prima dell'inizio della gara.
Se si verifica una qualsiasi problematica che può mettere a repentaglio la partenza della corsa, da dopo l'avvio del giro di formazione a prima della partenza della gara, il direttore di gara può, a sua discrezione, scegliere di far percorrere ai piloti un giro di formazione extra oppure abortire la partenza. In entrambi i casi, tutte le vetture, in grado di farlo, devono completare il giro di formazione in corso e ritornare sulla griglia di partenza; a questo punto, vengono accese le luci arancioni lampeggianti sul semaforo di partenza. Nel caso di partenza abortita, viene mostrato il cartello "ABORTED START" e i piloti devono rimanere fermi sulla loro casella della griglia di partenza, o nella pit lane se devono iniziare la corsa da essa, e la procedura di partenza verrà ripetuta ricominciando dai 10 minuti prima dell'inizio della gara. Nel caso di un giro di formazione extra, viene mostrato il cartello "EXTRA FORMATION LAP" e dopo due secondi sul semaforo si accendono nuovamente le luci verdi e i piloti possono iniziare il nuovo giro di formazione; coloro che partono dalla pit lane devono rientrarvi al termine del giro di formazione originale, per poi procedere verso l'uscita e unirsi al giro di formazione extra una volta che le vetture in pista hanno passato la pit lane; al termine del giro di formazione extra, a seconda dei casi, i piloti ritornano sulla griglia di partenza oppure rientrano nella corsia dei box. Ogni volta che queste procedure vengono attivate, i giri da percorrere durante la gara vengono diminuiti di uno.
Dal 2003 al 2009 i piloti dovevano iniziare la gara con il carico di carburante a bordo dopo la conclusione delle qualifiche (inizialmente la regola riguardava tutti i piloti, poi dal 2006 fu limitata ai dieci che partecipavano alla Q3). Dal 2003 al 2005, inoltre, era in vigore l'obbligo di partire con le stesse gomme usate per far segnare il tempo durante la qualifica. Dal 2010 al 2013, i piloti che si qualificavano per la Q3 dovevano iniziare la gara con le gomme con cui avevano stabilito il loro miglior tempo in questa sessione, mentre dal 2014 al 2021, essi dovevano utilizzare le gomme con cui avevano fatto segnare il loro miglior tempo nella Q2. A partire dal 2022 non ci sono più obblighi riguardanti carburante e/o gomme.

### La distanza da percorrere e la durata della gara
Il numero di giri da percorrere deve essere il minimo per raggiungere la distanza totale di 305 km. La sola eccezione è rappresentata dal Gran Premio di Monaco, dove vanno superati i 260 km, che corrispondono a un totale di 78 giri, rimasti tali dagli originari 100 giri percorsi sino al 1967 (questa distanza costituì un'eccezione per tutto il periodo in cui nei Gran Premi si dovevano percorrere almeno 500 km). Nel caso in cui la gara partisse dietro la safety car, dal 2017 i giri di pista dietro la vettura di sicurezza vengono considerati giri di formazione e quindi la distanza di gara viene ridotta del numero di giri percorsi dietro la safety car meno uno (quello di formazione originariamente previsto).
Al termine dell'ultimo giro di gara, al leader della corsa viene sventolata la bandiera a scacchi, che rappresenta il segnale di termine della gara, mentre sta transitando sul traguardo. Nella sola stagione 2019 il segnale ufficiale di fine gara era dato da un pannello luminoso posizionato vicino al semaforo di partenza, pur continuando la bandiera a scacchi ad essere sventolata. Nel caso in cui la bandiera a scacchi venisse sventolata in anticipo rispetto alla distanza prevista, la gara si considera conclusa quando il primo classificato ha tagliato il traguardo per l'ultima volta prima dell'erronea esposizione della bandiera a scacchi. Nel caso in cui il segnale di fine gara fosse ritardato e quindi dato dopo la conclusione dell'ultimo giro, la gara si considera conclusa normalmente al termine dell'ultimo giro previsto.
A livello di tempo, la durata massima della gara (intesa come corsa attiva in pista) è di due ore, mentre dal 2012 l'intero evento, comprensivo di eventuali periodi di sospensione, non deve superare le quattro ore. Dal 2021 la durata massima dell'evento è stata ridotta a tre ore. Nel caso in cui non sia possibile concludere la corsa a causa della scadenza del tempo limite, dal 2015 la bandiera a scacchi viene mostrata al termine del giro seguente quello durante il quale il countdown delle due o tre ore (quattro ore fino al 2020) è terminato, senza comunque eccedere il numero di giri previsti originariamente; fino al 2014 la bandiera a scacchi veniva mostrata alla conclusione del giro in cui il tempo a disposizione si era esaurito. Nel caso in cui la gara partisse dietro la safety car, dal 2018 il limite delle tre ore (quattro ore fino al 2020) comincia ad essere calcolato dall'orario di partenza originale e non dal momento in cui viene effettuata la partenza in pista. Nel caso in cui la gara venisse sospesa con la bandiera rossa, dal 2005 i cronometri non vengono fermati e quindi il periodo di sospensione viene considerato parte del tempo finale della gara; tuttavia, la durata della sospensione viene esclusa dal calcolo del limite delle due ore e quindi il countdown della corsa viene interrotto al momento dell'esposizione della bandiera rossa, per poi essere riavviato alla ripartenza della gara.

### Safety careVirtual safety car

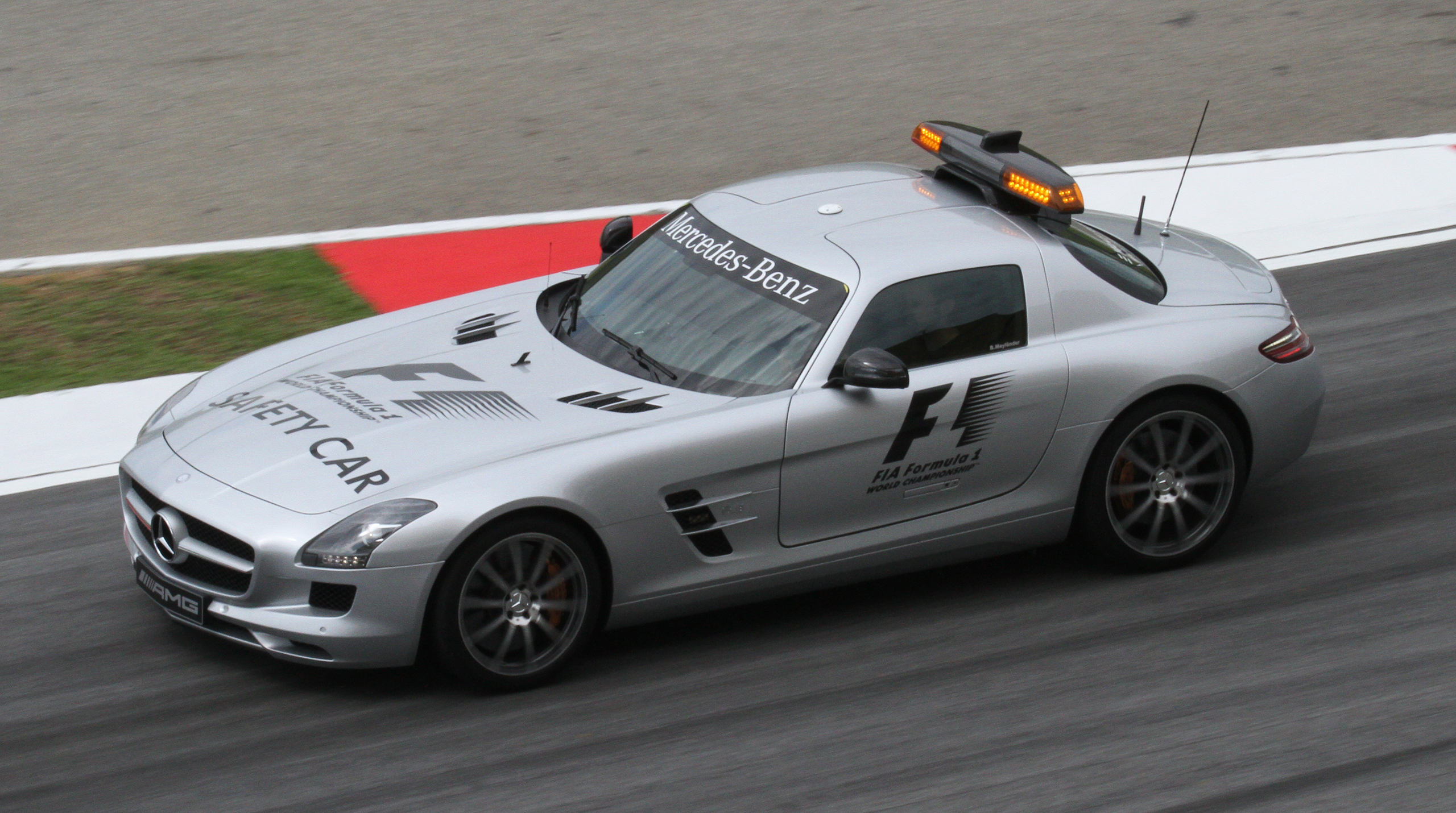
Una safety car

Se avviene un incidente, con le vetture che occupano una parte della pista creando potenziali pericoli, entrano in azione le bandiere gialle e, quando ciò non è ritenuto sufficiente, viene attivato il regime di safety car. La safety car è una speciale vettura che entra in pista in occasione di situazioni rischiose per la sicurezza dei piloti, come un incidente o condizioni atmosferiche proibitive. Attualmente viene fornita dalla Mercedes-Benz e dall'Aston Martin. Dal 2000 il pilota ufficiale per entrambe le vetture è Bernd Mayländer. Dal momento in cui viene attivato il regime di safety car tutte le macchine in gara devono accodarsi dietro alla vettura di sicurezza e non possono effettuare sorpassi fino a quando la safety car non viene richiamata nella pit lane al termine del suo intervento.
In caso di necessità una gara può iniziare o terminare dietro la safety car: la partenza dietro la vettura di sicurezza avviene se ci sono condizioni meteo sfavorevoli, come un forte acquazzone prima della partenza, mentre l'arrivo dietro la safety car si può verificare in presenza di un incidente durante gli ultimi giri di gara.
Il drammatico incidente di Jules Bianchi nel Gran Premio del Giappone 2014 ha portato a introdurre, a partire dal 2015, un nuovo regime che garantisse maggiore sicurezza nel caso di pericoli segnalati con doppie bandiere gialle, ma per i quali non è necessario l'intervento della safety car; questa nuova procedura è stata chiamata Virtual safety car (VSC). Durante questa fase, i piloti devono percorrere il giro di pista con un tempo superiore a quello stabilito (pari all'incirca al 140% di un giro normale); questo limite deve essere rispettato almeno una volta in ogni tratto di pista compreso tra due pannelli luminosi. Prima dell'introduzione di questo sistema c'era un generico obbligo di rallentare, che però poteva portare a sanzioni solo se in quel settore si era transitati più velocemente rispetto all'ultimo giro senza bandiere gialle esposte.

### Bandiera rossa
Le gare di F1 vengono sospese con la bandiera rossa sostanzialmente in due casi: problemi di visibilità o aderenza, dovuti a pioggia o nebbia, e gravi incidenti che hanno causato la presenza di troppi detriti in pista, danneggiamento delle barriere o feriti; tuttavia, mentre questa pratica era molto diffusa in passato, oggi è più rara, grazie all'introduzione della safety car, che permette di non dover fermare le auto mentre vengono ripristinate le condizioni per correre dopo un incidente.

#### Interruzione della corsa (fino al 2004)
Fino al 1999 il regolamento prevedeva tre diverse casistiche, a seconda della distanza di gara che era stata completata al momento dell'esposizione della bandiera rossa:
- meno di 2 giri: la prima partenza, e di conseguenza la prima parte di gara, veniva annullata e a tutti i piloti che potevano partecipare alla gara era consentito ripartire dalle posizioni di partenza originali, eventualmente utilizzando la vettura di riserva;
- tra 2 giri e il 75% della distanza prevista: la gara veniva divisa in due parti (con i risultati della prima parte presi due giri prima dell'interruzione) e la classifica finale era determinata dalla somma dei tempi ottenuti dai piloti in ciascuna "manche". La distanza da percorrere nella seconda parte era pari al numero di giri originali diminuiti di tre, a cui andavano sottratti tutti i giri completati nella prima parte. Solamente i piloti che avevano corso nella prima parte e che erano riusciti a riportare la macchina sulla griglia di partenza o ai box erano autorizzati a ricominciare la gara e l'avrebbero fatto dalle posizioni in cui si trovavano due giri prima dell'interruzione. L'uso delle vetture di riserva era vietato ed il rifornimento di carburante era consentito solo nella pit lane (con obbligo di partire dall'ultimo posto in griglia nella ripartenza).
- almeno il 75% della distanza prevista: la gara veniva dichiarata terminata, con i risultati definitivi presi due giri prima dell'interruzione.

Nei primi due casi, dopo il periodo di interruzione, veniva nuovamente eseguita la normale procedura di partenza, la quale ricominciava dai 5 minuti prima dell'inizio della gara e qualsiasi macchina che non fosse arrivata sulla griglia di partenza prima di quel segnale, avrebbe ricominciato la gara dalla pit lane.
Dal 2000 al 2004, le regole furono modificate, eliminando la somma dei tempi che si utilizzava quando l'interruzione si verificava dopo aver completato almeno 2 giri ma meno del 75% della distanza prevista: la prima parte di gara veniva annullata e si ritenevano validi solo l'ordine in cui i piloti si trovavano due giri prima dell'interruzione della corsa, il numero di giri completati da ciascuno e, solamente nel 2004, il tempo impiegato dal leader per completare la prima parte; la classifica finale veniva stilata considerando esclusivamente i risultati dell'ultima parte della gara.

#### Sospensione della corsa (dal 2005)
Dal 2005 il regolamento della bandiera rossa è stato radicalmente cambiato: la gara non viene più considerata interrotta, ma solamente sospesa, ragion per cui i cronometri non vengono fermati durante la sospensione e tutti i giri completati durante il regime di bandiera rossa e durante la ripartenza vengono conteggiati come giri di gara. Quando la sospensione avviene con meno di 2 giri completati, non vengono più ripristinate le posizioni di partenza originali e l'uso della vettura di riserva non è più consentito. A partire da questa stagione, la corsa può essere sempre fatta ripartire, anche nel caso in cui sia stato completato il 75% della distanza prevista.
La nuova procedura che viene seguita è la seguente: dal momento in cui viene esposta la bandiera rossa tutte le macchine ancora in gara devono ritornare sulla griglia di partenza, fermandosi una dietro l'altra nel lato della pole position; il rifornimento di carburante durante la sospensione è vietato (pena uno stop and go) e qualsiasi vettura che entrasse nella pit lane o venisse spostata dalla griglia alla corsia dei box verrebbe penalizzata con un drive-through. Una volta che tutte le macchine sono arrivate, la safety car si posiziona davanti alla griglia di partenza. L'ordine della ripartenza viene preso dall'ultimo punto in cui è possibile determinare la posizione di tutti i piloti che riprenderanno la gara (generalmente si fa riferimento all'ultimo settore della pista dove sono transitate tutte le macchine). Analogamente alla normale procedura di partenza, alle squadre viene comunicato il tempo che manca alla ripartenza della corsa attraverso dei segnali luminosi, che vengono mostrati quando rimangono 10 minuti, 5 minuti, 3 minuti, 1 minuto e infine 15 secondi, e contestualmente da avvertimenti sonori. Nel caso in cui ci fossero alcune macchine tra la safety car e il leader della gara e/o delle vetture doppiate (quest'ultime a partire dal 2007), prima della ripartenza, esse dovranno percorrere un ulteriore giro di pista, per poi incolonnarsi nuovamente al treno di macchine dietro la vettura di sicurezza. Quando tutte le procedure sono state completate, il semaforo diventa verde e la gara viene ripresa dietro la safety car, la quale inizia un giro di pista seguita da tutte le monoposto, per poi rientrare nella pit lane al termine di quello stesso giro (tranne nel caso in cui il direttore di gara ritenesse necessari più giri), con le macchine che effettuano una ripartenza lanciata.
Dal 2008 al 2014, quando la gara veniva sospesa durante un intervento della safety car, il direttore di gara poteva scegliere di far rientrare la vettura sicurezza e le altre macchine nella pit lane; in questo caso, le procedure previste sarebbero state effettuate nella corsia dei box, invece che sulla griglia di partenza.
Nel 2010 sono stati adottati alcuni cambiamenti: le vetture non devono più incolonnarsi nel lato della pole position, ma schierarsi sulle caselle della griglia di partenza, con la prima ad arrivare che si ferma sulla pole position e le seguenti che occupano le restanti caselle. Ai piloti doppiati non è più consentito completare un giro di pista per sdoppiarsi prima di riprendere la gara (questa regola verrà poi abolita dal 2012). Nel caso in cui la gara riprendesse in condizioni di bagnato e il direttore di gara ritenesse necessario effettuare più di un giro dietro alla safety car, l'uso delle gomme da bagnato estremo è obbligatorio.
A partire dal 2015, quando viene esposta la bandiera rossa, le macchine non si schierano più sulla griglia di partenza, ma rientrano nella pit lane, fermandosi una dietro l'altra alla fine della corsia.
Dal 2018, la procedura di ripartenza è stata modificata: la safety car guida il gruppo per uno o più giri di pista e quando viene richiamata nella corsia dei box, a discrezione della direzione gara, la gara può essere ripresa con una ripartenza da fermo dalla griglia di partenza (Standing Start), oppure con una ripartenza lanciata (Rolling Start). Generalmente, la ripartenza viene effettuata da fermo, tuttavia, in circostanze particolari, come ad esempio pista bagnata, si può optare per una lanciata. Sempre a partire da questa stagione, tutta questa procedura può essere sospesa nel caso in cui, dopo uno o più giri dietro la safety car, le condizioni della pista non consentono una ripartenza (da fermo o lanciata); in questo caso tutte le vetture dovranno ritornare nella pit lane e l'intera procedura verrà ripetuta, se possibile, quando il tracciato sarà migliorato e la nuova ripartenza sarà sempre lanciata.
A partire dal Gran Premio d'Azerbaigian 2023, la procedura seguita nel caso in cui la direzione gara scelga di far effettuare una ripartenza da fermo (Standing Start) è stata alterata: i piloti escono dalla pit lane 30 secondi dopo la safety car (aumentati a 60 secondi dal Gran Premio di Miami 2023) e completano da soli il giro di pista, per poi schierarsi sulla griglia di partenza. Dal Gran Premio d'Italia 2023, nel caso di ripartenza da fermo, il direttore di gara ha la possibilità di scegliere tra due procedure:
- far rimanere la safety car nella pit lane, con i piloti che escono dalla corsia dei box da soli, completano il giro di pista e si schierano sulla griglia di partenza;
- far percorrere alla safety car il giro di pista davanti alle monoposto e poi far accostare la vettura di sicurezza per lasciare passare i piloti e farli schierare sulla griglia di partenza.

A partire dal Gran Premio d'Olanda 2024 le vetture possono essere nuovamente istruite a schierarsi sulla griglia di partenza, anziché in pit lane, nel caso in cui quest'ultima deve essere chiusa per motivi di sicurezza: analogamente a quanto era previsto tra il 2010 e il 2014, il primo pilota ad arrivare sulla griglia si fermerà sulla pole position e i successivi occuperanno le restanti caselle in base all'ordine d'arrivo; tutte le procedure previste verrebbero svolte sulla griglia di partenza, invece che nella corsia dei box.

### Ilpit stop

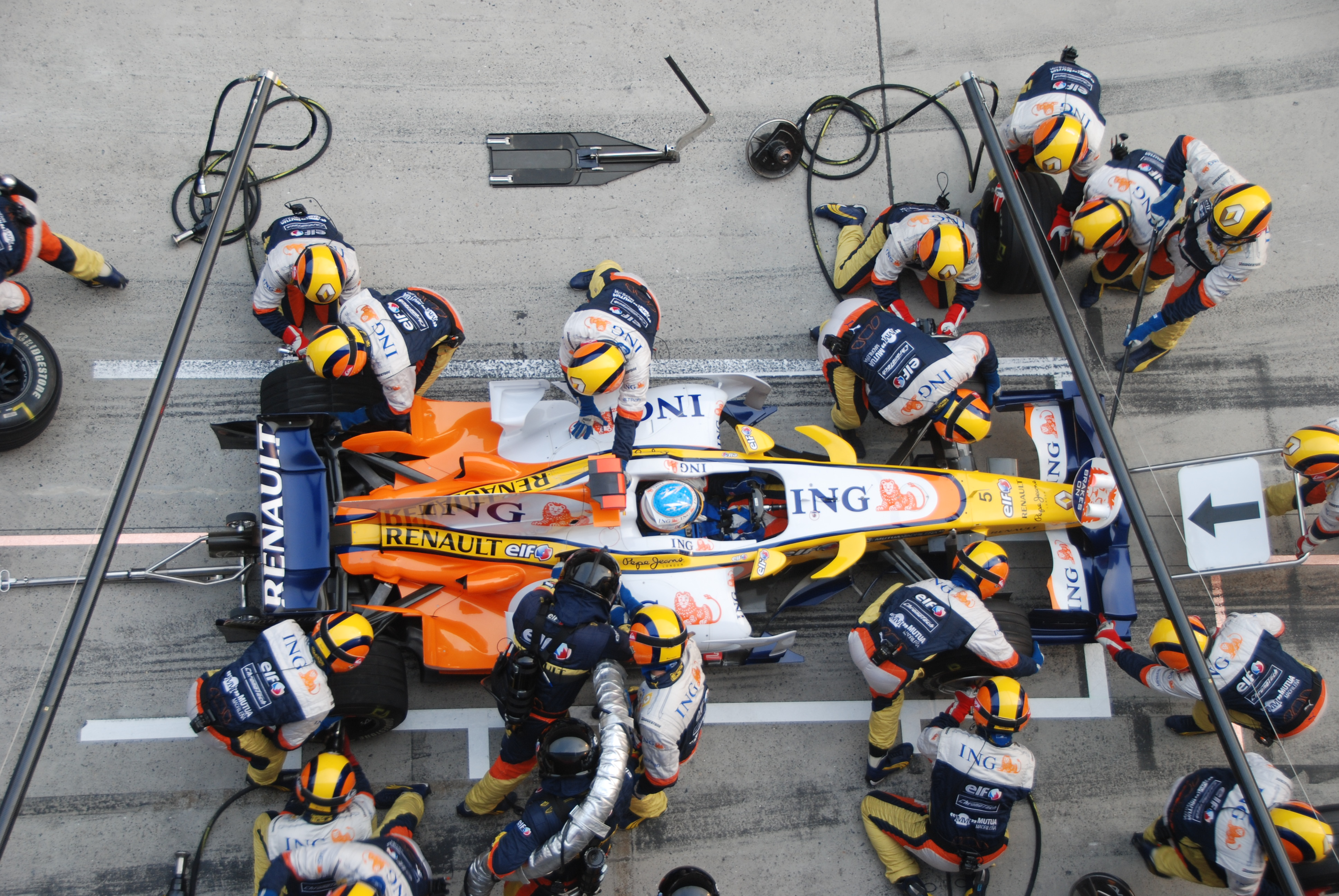
Visuale di un pit stop di Formula 1: l'operazione prevede il cambio gomme e (se permesso) il rabbocco di carburante, ma può essere sfruttata anche per modifiche ai profili alari o altre riparazioni di piccola portata

I piloti normalmente effettuano uno o più pit stop (in media uno o due), per cambiare gli pneumatici o per eseguire riparazioni sulla vettura quando necessario. Storicamente, i rifornimenti di carburante furono inseriti nel 1982, vietati dal 1984, nuovamente reintrodotti nel 1994 e messi al bando alla fine della stagione 2009; il cambio gomme è stato vietato nella sola stagione 2005. Se ci fossero entrambi i divieti, i piloti di Formula 1 non andrebbero mai nei box durante la gara, se non a causa del ritiro per problemi tecnici.
A partire dal 2007, se la gara è corsa interamente in condizioni asciutte, in ogni macchina devono essere montati almeno due set di pneumatici di mescola diversa (ad esempio: morbide-medie, medie-dure, dure-morbide, ecc.): questa regola obbliga ad almeno un pit stop a gara, tranne nel caso in cui ci fosse una sospensione con la bandiera rossa (in questo caso si ha la possibilità di cambiare le gomme durante la sospensione). Se nella vettura vengono montate, in qualsiasi momento della gara, compresa la partenza, gomme da bagnato (intermedie e/o full wet), l'obbligo delle due mescole non si applica. Se, quando è obbligatorio, non si utilizzano pneumatici da asciutto di almeno due mescole diverse, il pilota sarà squalificato dalla gara (l'unica eccezione è prevista nel caso in cui la corsa venisse sospesa con la bandiera rossa e non più ripresa: qualora ciò dovesse verificarsi, il pilota non verrebbe squalificato, ma sarebbe penalizzato con l'aggiunta di 30 secondi al suo tempo finale di gara).
La durata del pit stop è variabile a seconda della conformazione e della lunghezza della pit lane e delle sue corsie di ingresso e uscita e dipende anche dal limite di velocità imposto nella corsia dei box, ma in media il tempo che si perde, tra entrata, cambio gomme e uscita, si aggira intorno a 20 secondi. L'operazione di sostituzione degli pneumatici dura in media tra 2 e 3 secondi.
Nel periodo in cui erano consentiti i rifornimenti durante i pit stop, il tempo che si perdeva era maggiore, in quanto il rabbocco prendeva dai 6 ai 10 secondi, in base a quanto carburante era stato rifornito. Alle altre scuderie (ma anche ai telespettatori attraverso sovraimpressioni) veniva segnalata la quantità di carburante rifornita da ciascun pilota e una stima dei giri che la vettura avrebbe potuto percorrere dopo quell'operazione.
Durante il pit stop, il tempo perso per effettuare la sosta, riferito alla percorrenza normale delle altre vetture, è diventato col tempo una strategia cruciale e saliente, infatti se una vettura ne segue un'altra, ma non riesce a superarla in pista, il pilota può decidere di anticipare o ritardare il suo pit stop: nel primo caso (chiamato undercut), il pilota effettua la sosta prima dell'avversario, riprendendo la gara con la pista libera, per poi far segnare giri veloci, al fine di diminuire il distacco e sorpassare la vettura che lo precedeva mentre è anch'essa impegnata nel pit stop; nel secondo caso (noto come overcut), meno comune, il pilota ritarda la sosta, rimanendo in pista dopo che la vettura davanti ha effettuato il pit stop, cercando di guadagnare secondi per distanziarla il più possibile, in modo da poter effettuare a sua volta la sosta e rientrare davanti all'avversario. Un altro fattore che può modificare la strategia di gara è l'ingresso della safety car (o l'utilizzo della virtual safety car), infatti effettuare il pit stop durante questi periodi è molto vantaggioso, in quanto il tempo che si perde nei confronti degli altri piloti che rimangono in pista viene notevolmente ridotto, in alcuni casi quasi dimezzato.
Il pilota che intende rientrare nella pit lane per effettuare un pit stop deve imboccare la corsia di ingresso (non oltrepassando con gli pneumatici la linea bianca che separa i piloti che restano in pista da quelli che entrano nella corsia). Successivamente, una linea bianca orizzontale segnala l'ingresso nella vera e propria corsia dei box, che corrisponde con l'inizio del regime di velocità controllata; il pilota è tenuto a inserire il limitatore una volta sorpassata questa linea. Il limite di velocità, prima assente, è variato più volte nel corso degli anni:  
| Periodo                         | Circuiti | Circuiti  | Circuiti | Circuiti cittadini | Circuiti cittadini | Circuiti cittadini |
| Periodo                         | Prova    | Qualifica | Gara     | Prova              | Qualifica          | Gara               |
| ------------------------------- | -------- | --------- | -------- | ------------------ | ------------------ | ------------------ |
| 1993 - GP San Marino 1994       | 50 km/h  | 50 km/h   | -        | 50 km/h            | 50 km/h            | -                  |
| GP Monaco 1994 - GP Canada 1994 | 80 km/h  | 80 km/h   | 80 km/h  | 80 km/h            | 80 km/h            | 80 km/h            |
| GP Francia 1994 - 1999          | 80 km/h  | 80 km/h   | 120 km/h | 80 km/h            | 80 km/h            | 80 km/h            |
| 2000 - 2003                     | 60 km/h  | 60 km/h   | 80 km/h  | 60 km/h            | 60 km/h            | 60 km/h            |
| 2004 - 2005                     | 60 km/h  | 100 km/h  | 100 km/h | 60 km/h            | 80 km/h            | 80 km/h            |
| 2006                            | 60 km/h  | 60 km/h   | 100 km/h | 60 km/h            | 60 km/h            | 80 km/h            |
| 2007 - 2008                     | 60 km/h  | 80 km/h   | 80 km/h  | 60 km/h            | 80 km/h            | 80 km/h            |
| 2009                            | 60 km/h  | 100 km/h  | 100 km/h | 60 km/h            | 100 km/h           | 100 km/h           |
| 2010 - GP Germania 2013         | 60 km/h  | 100 km/h  | 100 km/h | 60 km/h            | 60 km/h            | 60 km/h            |
| GP Ungheria 2013 - presente     | 80 km/h  | 80 km/h   | 80 km/h  | 60 km/h            | 60 km/h            | 60 km/h            |

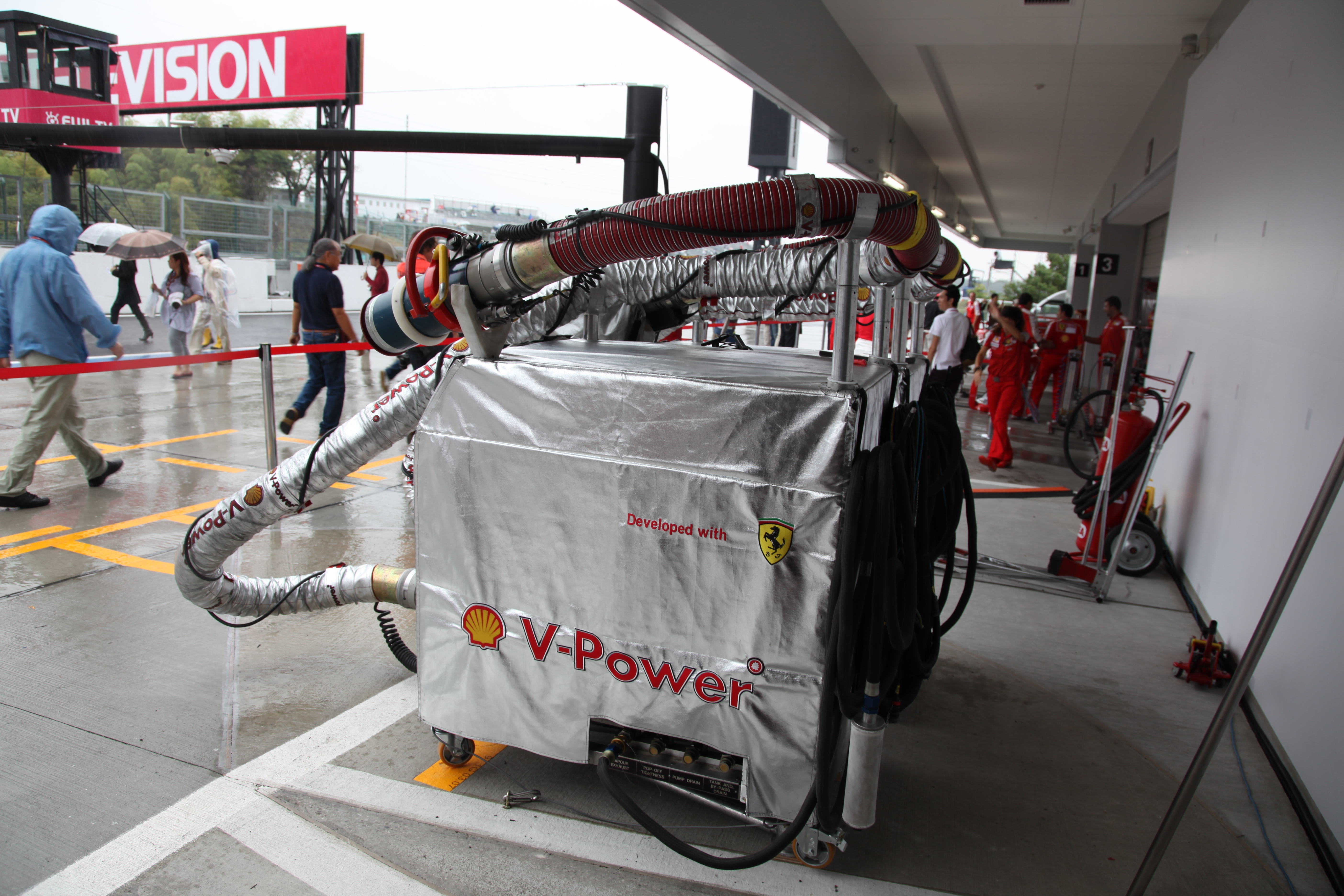
Una speciale pompa per il rifornimento veloce di carburante in corsa, operazione permessa in Formula 1 nel biennio 1982-1983 e nuovamente dal 1994 al 2009

Ad ogni scuderia viene assegnato uno spazio della pit lane, generalmente antistante al proprio garage, nel quale i suoi piloti possono effettuare il pit stop. Una volta completata la sosta, i piloti escono dalla postazione del pit stop e si reimmettono nella corsia veloce (fast lane) della pit lane; nel fare ciò essi non devono ostacolare le altre vetture che stanno percorrendo la fast lane (nel caso di violazione di questa regola, il pilota verrebbe sanzionato per unsafe release - rilascio non sicuro - e subirebbe una penalità da scontare durante la gara, in genere cinque secondi).
La fine della pit lane è indicata da un'altra linea bianca orizzontale, che segnala l'inizio della corsia di uscita; il pilota, dopo aver oltrepassato questa linea, può andare a velocità normale. Alla fine della corsia dei box si trova anche un semaforo, che obbliga i piloti a fermarsi nel caso siano accese le luci rosse. Il mancato rispetto delle indicazioni date da queste luci rosse comporterebbe la squalifica dalla gara da parte degli steward. Questo semaforo, prima con luci incandescenti e in seguito a led, è composto da:
- 2 luci rosse lampeggianti a intermittenza o fisse: obbligano il pilota a fermarsi;
- 1 luce verde fissa: indica al pilota che può uscire dalla corsia dei box;
- 3 luci blu lampeggianti a flash: segnalano al pilota che stanno sopraggiungendo sul rettilineo d'arrivo altre monoposto e solitamente sono accompagnate da una bandiera blu.

Nella prima parte della pista subito dopo l'uscita della pit lane, è inoltre segnata sull'asfalto un'ulteriore linea bianca continua che scorre parallela alla percorrenza della pista. Il pilota è tenuto a non oltrepassare con gli pneumatici tale linea, messa soprattutto per evitare eventuali rientri in pista irregolari (tagli di strada e scorrettezze tali da danneggiare gli altri concorrenti); se lo facesse subirebbe una penalità da scontare durante la gara, di solito cinque secondi (in passato un drive through o uno stop and go).

### Cerimonia del podio, conferenza stampa e verifiche di fine gara
Alla fine della gara, il primo, secondo e terzo classificato, dopo aver compiuto insieme agli altri il giro d'onore sul circuito dove si corre parcheggiano le vetture in una sezione particolare del parco chiuso contrassegnata sull'asfalto dai numeri 1, 2 e 3. La pratica, comune sino alla stagione 2005, dell'assembramento di meccanici e direttori di scuderia in prossimità dell'ultimo giro, sulla plancia di comando della pit lane per salutare il pilota vincitore, dalla stagione 2006 non è più permessa. Lo è invece nella sezione particolare del parco chiuso, dove, suddivisi da una transenna, i piloti si abbandonano ai festeggiamenti e alle congratulazioni di rito.
Vengono poi convocati sul podio, che è sempre sopraelevato e di forma che ricorda quella di un esagono, dove salgono gli scalini occupando il posto a loro riservato e iniziando con l'ascolto dei due inni nazionali in forma abbreviata e registrati su disco, quello della nazionalità del pilota vincente e quello della nazionalità della scuderia vincente, tranne alcuni casi di vincitori mono-nazionali, mentre compaiono le bandiere dei piloti di origine elettronicamente (dal 2013, in quanto prima e a Montecarlo fino al 2016 si alzavano manualmente). Alla fine, tre rappresentanti ufficiali del governo, dell'Automobile Club della nazione ospitante e dello sponsor della gara (anche personalità del passato, ospiti speciali o anche ex personalità della F1) consegnano i trofei riservati al primo, secondo e terzo classificato ai piloti e il trofeo dei Costruttori al rappresentante della scuderia vincente, cosa che al GP di Montecarlo è al contrario, fino alla gara del 2016, con un podio costituito dai gradini della tribuna d'onore. Alla fine sul podio i piloti festeggiano insieme ai loro meccanici e al pubblico assiepato in pista con una bottiglia di champagne; l'unica eccezione alla regola è nei Gran Premi del Bahrein e di Abu Dhabi, dove questo viene sostituito da acqua di rose per motivi religiosi. Dal Gran Premio di Gran Bretagna 2012 sono state inoltre introdotte le interviste ai piloti sul podio, condotte da un ex-pilota o un'altra personalità legata al circus della Formula 1. Dal 2018 sono effettuate subito dopo l'arrivo, appena i piloti scendono dalle vetture.
I tre piloti si recano infine alla sala conferenze, dove si tiene la conferenza stampa ufficiale e rispondono a non più di due o tre domande ciascuno in lingua inglese e nella loro lingua di origine (australiani e britannici hanno più domande perché la lingua d'origine è inglese). Tutti gli altri piloti posteggiano le vetture nel parco chiuso e possono rispondere alle domande dei giornalisti sul retro del paddock e nei pressi delle scuderie soltanto dopo la conferenza stampa ufficiale. Meccanici, progettisti e direttori tecnici non sono soggetti a questo tipo di restrizioni e possono essere intervistati subito dopo la gara. Il direttore tecnico responsabile della scuderia può invece indire una conferenza stampa ufficiale almeno un'ora dopo la fine della corsa. A gara conclusa, gli specializzati della FIA eseguono i controlli sulle vetture in parco chiuso, esaminando eventuali irregolarità.

## Sistema di punteggio
Il Campionato mondiale piloti e quello dei costruttori vengono decisi da un particolare sistema di punteggio, variato numerose volte nel corso degli anni. L'ultima modifica, se si esclude la presenza dei doppi punti all'ultima gara nel solo 2014, è avvenuta nel 2010, quando la zona punti è stata estesa da otto a dieci piloti. Dal 2019 al 2024, inoltre, un punto addizionale veniva assegnato al pilota che aveva effettuato il giro più veloce nella gara, come era già avvenuto dal 1950 al 1959, ma solo se egli risultava classificato nei primi dieci, ovvero in zona punti (in caso contrario il punto bonus non veniva assegnato).
Nelle Sprint, nel 2021, stagione inaugurale di questo format, i punti erano assegnati ai primi tre classificati, mentre dal 2022 la zona punti è stata estesa a otto piloti.
Il sistema di punteggio attuale, in vigore dal 2025, è il seguente:
| Posizione | Posizione | 1ª | 2ª | 3ª | 4ª | 5ª | 6ª | 7ª | 8ª | 9ª | 10ª |
| Gara      | Punti     | 25 | 18 | 15 | 12 | 10 | 8  | 6  | 4  | 2  | 1   |
| Sprint    | Punti     | 8  | 7  | 6  | 5  | 4  | 3  | 2  | 1  |    |     |

Tutti i piloti che hanno completato almeno il 90% della distanza percorsa dal vincitore della gara o della Sprint vengono classificati (compresi quelli che si sono dovuti ritirare e non hanno terminato la corsa in pista), ma se giunti oltre la decima posizione in gara, o l'ottava posizione nella Sprint, non ricevono nessun punto.
Se la gara viene sospesa e non più ripresa prima che sia stato raggiunto il 75% della distanza prevista (calcolato al rilevamento dell'ultimo passaggio sul traguardo effettuato dal leader), dal 2022 si utilizza un sistema di punteggio differente, che assegna i punti in base alla distanza che è stata completata (tra due giri e il 25%; tra il 25% e il 50% o tra il 50% e il 75%). Fino al 2021, per le gare sospese definitivamente dopo aver completato più di due giri ma meno del 75% della distanza totale, il punteggio normale veniva dimezzato. Nel caso in cui la gara venga sospesa e non fatta più ripartire quando il leader ha completato meno di due giri, oppure non sono stati completati almeno due giri senza l'utilizzo di safety car o virtual safety car (quest'ultimo criterio è stato inserito nel 2022), non vengono assegnati punti iridati. Il punto addizionale per aver fatto segnare il giro più veloce, dal 2022 al 2024, veniva attribuito esclusivamente se il leader della corsa aveva completato almeno il 50% della distanza originale.
Se la Sprint viene sospesa e non più ripresa, dal 2022 il punteggio viene assegnato esclusivamente se è stato percorso almeno il 50% della distanza prevista; in caso contrario, oppure se non sono stati completati almeno due giri senza l'utilizzo di safety car o virtual safety car, i piloti non ottengono punti iridati. Nel 2021, il regolamento delle Sprint era uguale a quello delle gare e prevedeva quindi l'assegnazione di punti pieni nel caso in cui fosse stato percorso almeno il 75% della distanza prevista, di punteggio dimezzato se venivano completati più di due giri ma meno del 75% della distanza totale e di nessun punto nel caso di due o meno giri completati.
A partire dal 2023, il sistema di punteggio che assegna i punti iridati in base alla distanza percorsa viene esteso a tutte le gare e le Sprint, indipendentemente se terminate con la bandiera a scacchi o sospese definitivamente con la bandiera rossa.
Nel caso in cui due o più piloti completino la gara o la Sprint a pari merito, ovvero con il medesimo tempo finale, e non fosse possibile separarli nemmeno utilizzando il fotofinish, i punti previsti per le posizioni in questione verrebbero sommati e divisi equamente tra i piloti interessati.
I punti vengono attribuiti ugualmente a piloti e costruttori; per questi ultimi viene effettuata una sommatoria dei punti accumulati da tutti e due (o più) piloti che hanno corso per la scuderia. Chi totalizza più punti viene dichiarato vincitore dei due campionati annuali piloti e costruttori.
Se due o più piloti o squadre ottengono lo stesso punteggio alla fine della stagione, viene classificato/a davanti il pilota/la squadra che ha vinto più gare e nel caso di uguale numero di corse vinte tra due o più piloti/squadre, la posizione migliore spetta a chi ha ottenuto il maggior numero di secondi posti e, in caso di ulteriore parità, di terzi, quarti e così via. Nel caso non emerga un vincitore dopo aver seguito questa procedura, la FIA decreterà il campione secondo un criterio appropriato da essa scelto (circostanza davvero rara).

## Bandiere
I commissari di gara sono posizionati in numerosi punti del circuito e sono muniti di un set di bandiere che vengono sventolate per effettuare delle segnalazioni ai piloti che si trovano in pista. Dalla stagione 2008 vengono utilizzati anche dei pannelli luminosi, che sono installati in corrispondenza delle postazioni dei commissari e quindi forniscono informazioni ai piloti riproducendo le stesse bandiere digitalmente.
Ogni bandiera ha un significato diverso a seconda del colore, la cui gradazione è specificata dalla FIA.
|        |       |       |     |        |      |           |               |                |                |
| Gialla | Verde | Rossa | Blu | Bianca | Nera | A scacchi | Bianca e nera | Nera e arancio | Gialla e rossa |

## Luci di segnalazione
A partire dalla stagione 2007, oltre alle consuete segnalazioni con le bandiere da parte dei commissari di pista, le vetture sono dotate di segnali interni posizionati sul volante, di colore giallo, rosso e blu. Lo scopo è quello di fornire maggiori e tempestive informazioni a quei piloti che non hanno avuto il tempo di vedere i segnali relativi alle condizioni della pista. Le luci devono essere a LED, ciascuna con un diametro minimo di 5 mm, e posizionate nella visuale ottimale per il pilota.
In ogni vettura sono presenti tre luci rosse nella parte posteriore: la luce principale è posizionata al centro e le altre due, introdotte nel 2019, sono installate nell'ala posteriore, una sul lato destro e una su quello sinistro. Lo scopo principale di queste luci è permette ai piloti che seguono di vedere la macchina davanti in condizioni di scarsa visibilità come pioggia o nebbia; per questo motivo, quando sulla vettura sono montati pneumatici da bagnato (intermedie o full-wet), le luci devono essere sempre accese e lampeggianti. Tali luci devono essere in funzione anche quando è necessario avvisare gli altri piloti che la macchina sta procedendo o potrebbe procedere ad una velocità più bassa del normale; rientrano in questa casistica: il limitatore di velocità della pit lane inserito, i primi dieci secondi dall'attivazione dei regimi di safety car e virtual safety car e quando il motore elettrico è in fase di recupero dell'energia. Nel solo caso in cui la macchina fosse guidata da un pilota che non è in possesso della Superlicenza FIA le luci posteriori sarebbero di colore verde e non rosse, al fine di renderne più facile l'identificazione da parte degli altri.
Per dare alle squadre di soccorso una indicazione immediata della severità di un incidente, ogni vettura deve essere munita di una luce di emergenza direttamente connessa con un registratore di dati della FIA. La luce deve essere posizionata nella parte superiore della cella di sopravvivenza, vicino all'interruttore azionabile dai commissari di pista per disinnestare la frizione. Quando si verifica un incidente si illumina una luce blu. Se l'impatto è stato superiore a 15 G tale luce lampeggia, per segnalare ai commissari che il pilota può aver bisogno di assistenza; in questo caso egli dovrà anche essere sottoposto ad un controllo medico prima di poter scendere nuovamente in pista.
Con il passaggio ai motori ibridi, nella stagione 2014 è stata introdotta un'ulteriore luce di segnalazione, installata sul roll bar della macchina e nella parte superiore della cellula di sopravvivenza, che ha lo scopo di segnalare lo stato di funzionamento dell'ERS (Sistema di Recupero dell'Energia): la luce rossa sta ad indicare che nel veicolo è presente corrente elettrica ed è vietato toccare la macchina senza indossare l'abbigliamento di sicurezza adeguato; la luce gialla avvisa di prestare attenzione perché il sistema elettrico è attivo, ma non ci sono problemi di isolamento; nel caso di accensione della luce verde la macchina può essere toccata, in quanto il sistema elettrico è disattivo; quando la vettura è in moto e sta percorrendo la pit lane la luce si illumina di viola.

## Penalità
Le penalità possono essere imposte nei confronti di un pilota che commette delle scorrettezze in pista, come la partenza prematura, percorrere la pit lane senza il limitatore di velocità inserito o superare il limite di velocità imposto, causare un incidente, uscire dal tracciato e trarne vantaggio, ostruire la pista volutamente e ignorare bandiere di qualsiasi colore. Quando un pilota incorre nella violazione delle regole, i commissari sportivi possono comminare una o più penalità previste dal regolamento sportivo della Formula 1 e/o dal Codice Sportivo Internazionale della FIA.
Le principali sanzioni che possono essere inflitte sono le seguenti:
- La reprimenda, cioè un richiamo ufficiale: se si arriva alla quinta nel campionato e almeno quattro sono per condotte alla guida, scatta la retrocessione di 10 posizioni in griglia (fino al 2021, la retrocessione in griglia scattava dopo tre reprimende totali, di cui almeno due per condotte alla guida).
- La penalità di tempo, introdotta nel 2014, consiste nel non svolgere operazioni sulla monoposto da parte dei meccanici, al rientro ai box del pilota, prima che siano trascorsi, a seconda dei casi, 5 o 10 secondi (quest'ultimo previsto dal 2015). Qualora la monoposto non dovesse fermarsi ai box a penalità inflitta, detti secondi si sommano al tempo col quale il pilota ha concluso la competizione.
- La penalità del drive-through (letteralmente "guida attraverso"), prevista dal 2002, richiede al pilota di entrare nella pit lane, viaggiare dentro la corsia a velocità limitata e uscire senza fermarsi al box. La penalità può compromettere o meno la prestazione del pilota a cui è inflitta. Il primo a subirla fu Juan Pablo Montoya, causato da un incidente con Michael Schumacher durante il Gran Premio della Malesia di tale anno.
- La penalità dello stop and go, il tipo di penalità usato da più tempo, consiste in un pit stop forzato di 10 secondi, durante il quale non si può fare alcuna operazione sull'auto, accensione del motore esclusa se esso si spegne (la riaccensione del motore può essere effettuata solo dopo che sono trascorsi i 10 secondi di penalità). Molti sono i piloti che hanno subito questa penalità, tra questi Michael Schumacher, che ne subì 5 (3 alla guida della Benetton e 2 dalla Ferrari).

Per il drive through e lo stop and go il pilota ha tre giri di tempo per scontare la punizione ricevuta (precisamente può tagliare il traguardo in pista non più di due volte); se non rientra nella pit lane entro i tre giri, riceve la bandiera nera. Se subisce queste penalità negli ultimi tre giri della corsa, non deve rientrare nella pit lane, tuttavia gli verranno aggiunti rispettivamente 20 e 30 secondi sul suo tempo totale di gara; la stessa procedura si applica anche nel caso in cui la penalità venisse assegnata dopo la gara.
- La cancellazione di uno o più giri cronometrati: può essere comminata ad esempio per infrazioni come il mancato rispetto dei limiti del tracciato o di una bandiera gialla in qualifica.
- La retrocessione in griglia, di un numero variabile di posizioni, solitamente 3, 5, 10, 20 e fondo griglia, che può riferirsi anche al GP successivo a quello dell'infrazione, viene comminata per vari tipi di scorrettezze sportive e violazioni tecniche (ad esempio per il cambio non consentito del motore/eccessivo cambio oltre il numero stabilito stagionale è di 10 posizioni). Al pilota può essere anche imposto di iniziare la gara dalla pit lane.
- L'uso della bandiera nera prevede la squalifica del pilota (ma anche di entrambi i piloti se l'irregolarità viene dal team) dalla gara. Il risultato eventualmente ottenuto non conterà per il campionato. La squalifica può essere imposta anche dopo la gara e può essere comminata, oltre che per scorrettezze in pista, anche per infrazioni tecniche.
- Se la bandiera nera non è considerata sufficiente per i danni che il pilota ha commesso, egli può essere sottoposto ad una sospensione, cioè essere escluso da alcune gare successive all'evento dove è stata rilevata l'infrazione (da 1 a 3 e +). Lo stesso principio vale anche per i team, i quali possono essere sospesi per più gare ad esempio per gravi infrazioni tecniche, come l'utilizzo di componenti vietate o la corsa sotto il peso minimo stabilito dal regolamento.
- Per gravissime infrazioni (ad esempio qualsiasi messa in serio pericolo della vita di un altro pilota) può essere comminata la totale esclusione dal Campionato del Mondo Piloti di quell'anno ed eventualmente anche il ritiro della Superlicenza FIA necessaria per gareggiare in Formula 1. Questa forte penalità è valida ovviamente anche per le Scuderie, con l'esclusione dal Campionato Costruttori.
- La punizione più estrema è il divieto di prendere parte a competizioni ed eventi FIA, il quale può essere temporaneo o permanente (radiazione).

Per queste ultime due punizioni, il pilota e i rappresentanti delle scuderie incriminate vengono convocati direttamente nella sede della FIA a Parigi.
Altre sanzioni che possono essere imposte sono: la multa, cioè una sanzione pecuniaria nei confronti del pilota (o del team) responsabile della scorrettezza, e la sottrazione di punti dalla classifica del campionato (di regola sia in quello piloti che in quello costruttori, salvo particolari circostanze).
Dal 2014 è stato introdotto un sistema di punti (detto "patente a punti") che si accumulano quando vengono commesse determinate infrazioni. I punti rimangono sulla licenza del pilota per 12 mesi, prima di essere cancellati; quando un pilota arriva a 12 (o più) punti viene sospeso dal GP successivo e, dopo che la sanzione è stata scontata, vengono rimossi 12 punti. I punti non sostituiscono le altre penalità, infatti vengono comminati solo come sanzione aggiuntiva.

## Appealmondiale
Malgrado la Formula 1 rappresenti attualmente il punto più alto delle corse, per termini di budget e abilità dei piloti, i Gran Premi sono stati spesso accusati dagli osservatori di essere poco appetibili a livello di spettacolo, paragonati con quelli delle categorie meno prestigiose. Le differenze nell'abilità del pilota vengono eguagliate in comparazione alle differenti velocità delle vetture e i sorpassi su pista avvengono molto di rado per le diverse aerodinamiche, influenzate in modo decisivo dalla parte anteriore (che rende possibile un sorpasso soltanto in situazione di alto rischio e raramente portato a termine su un'automobile molto veloce che viaggia a velocità lenta).
Lo sport è meno noto negli Stati Uniti, che prediligono le loro categorie casalinghe di gare per monoposto scoperte (la IndyCar Series) e la più popolare e antica categoria di gare per vetture coperte, la NASCAR, ma in termini di finanziamenti e di audience globale mondiale televisiva la Formula 1 è più grande delle tre sopra citate, a eccezione del GP tenuto a Indianapolis e recentemente ad Austin. Per la stagione 1999 le valutazioni sul preventivo di spesa per un top-team come la Ferrari erano stimate attorno ai 240 milioni di dollari, mentre la Minardi si attestava sui 50 milioni.
Per quanto riguarda l'audience televisiva, in tempi recenti e con dati attendibili, il Gran Premio del Canada 2005 venne visto da 53 milioni di telespettatori, risultando essere il secondo evento sportivo più visto di quell'anno, dietro soltanto la finale della UEFA Champions League dell'anno di calcio. Le 18 gare della stagione 2006 sono state viste complessivamente da 154 milioni di telespettatori; la diretta dell'ultima gara stagionale, il Gran Premio del Brasile 2006, è stata vista da 83 milioni di telespettatori. Secondo le cifre ufficiali fornite dalla Formula One Management, la media dei telespettatori che assistono al singolo evento si aggira attorno ai 58 milioni. Casi a parte sono l'Italia e la Spagna, dove la F1 ha perso spettatori a vantaggio del motomondiale, poco seguito nel resto del mondo, ma popolare in queste nazioni, al livello della F1. Grazie poi alla nuova tecnologia della Rai e di TELECINCO gli spettatori tornano a seguirla per intero, pre e post gara inclusi.